# Inmigración china en los Estados Unidos
La inmigración china en los Estados Unidos constituye un grupo de chinos de ultramar que forma parte de la comunidad asiática-estadounidense. Dentro de esta comunidad, el término estadounidense de origen chino a menudo en sentido amplio incluye no solamente los inmigrantes de China continental, Hong Kong, Macao, Taiwán y sus descendientes, sino también los inmigrantes de ultramar y descendientes de los chinos que emigraron a los Estados Unidos desde Vietnam, Malasia, Indonesia, Birmania, Filipinas, entre otros países.
A los estadounidenses de origen chino se les pueden llamar sinoestadounidenses (en chino tradicional, 华裔美国人; en chino simplificado, 華裔美國人; pinyin, Huáyì Měiguórén, en inglés: Chinese Americans, Sino-Americans).
La comunidad estadounidense de origen chino es la mayor comunidad china en el extranjero fuera de Asia. También es la tercera más grande de la diáspora china, detrás de las comunidades chinas en Tailandia y Malasia. La comunidad estadounidense de origen chino comprende el mayor grupo étnico de los estadounidenses de origen asiático, que comprende el 25,9% de la población asiática-estadounidense. Los estadounidenses de origen chino, incluyendo los que tienen ascendencia china parcial constituyen el 1,2% de la población total de Estados Unidos en 2010. Según el censo de 2010, la población estadounidense de origen chino estaba compuesta aproximadamente por 3,8 millones de personas. En ese año, la mitad de los chinos que vivían en Estados Unidos, estaban asentados en California o en el estado de Nueva York. Un tercio del millón de sinoestadounidenses no eran ciudadanos de Estados Unidos.

## Historia
Los primeros inmigrantes chinos llegaron por primera vez en 1820 de acuerdo a los registros del gobierno de los Estados Unidos y 325 hombres se sabe que habían llegado antes de 1848 cuando se desató la fiebre del oro de California, que señala el arribo del primer número importante de trabajadores de China, que extraían oro y realizaban el trabajo de baja categoría.
Había 25.000 inmigrantes en 1852, y 105.465 en 1880, la mayoría de los cuales vivían en la costa oeste. Formaban más de una décima parte de la población de California. Trabajaban en la construcción del ferrocarril transcontinental y en las minas. Algunos inmigrantes se radicaron definitivamente y otros volvieron a su tierra natal con el pasar de los años. El puerto de San Francisco se convirtió en la principal puerta de entrada de los inmigrantes chinos desde 1850 hasta 1900.

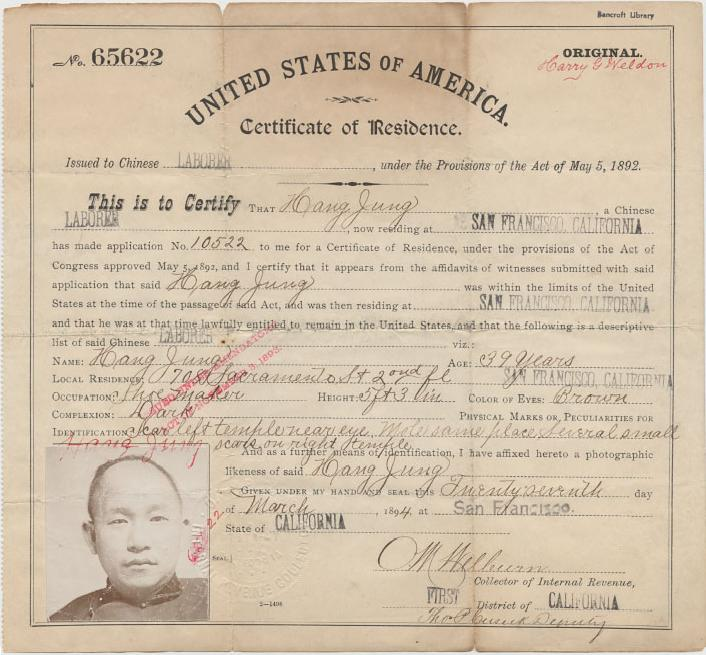
Certificado de residencia de un inmigrante chino de California en 1892.

La primera aparición en la prensa estadounidenses sobre los asentamientos chinos ocurrió en 1855, cuando el periódico The Daily Alta California de San Francisco reportó una pelea en el barrio chino de la ciudad. Otros artículos del Alta de la segunda mitad de la década de 1850 describe que existen comunidades chinas en toda California, incluyendo Oroville y San Andreas. En 1869 un periódico de Ohio cita que existen comunidades chinas desde San Diego hasta Sitka.
Otro grupos de chinos arribó a la Región del Delta del Misisipi durante el período de la Reconstrucción, también como mano de obra barata.
La población china aumentó de 2.716 en 1851 a 63.000 en 1871. En la década 1861-1870, 64.301 fueron registrados al llegar, seguido por 123.201 en 1871 hasta 1880 y 61.711 en 1881-1890. El 77% se asentó en California, y el resto se repartió por el resto de la costa oeste, el sur, y Nueva Inglaterra. Los primeros inmigrantes chinos llegaron al Bajo Manhattan en 1870, en busca de mejores oportunidades para vivir. En 1880, el enclave pasó de 200 habitantes de origen chino a unos 1.100.
A mediados de la década de 1850, entre setenta y ciento cincuenta chinos vivían en la ciudad de Nueva York y once de ellos estaban casados con mujeres irlandesas. En 1906, The New York Times informó que 300 mujeres hiberno-estadounidenses estaban casadas con hombres chinos en Nueva York. En 1900, se estimaba que había unos 120.000 hombres en más de 20 comunidades chinas en los Estados Unidos. Además, uno de cada veinte hombres chinos cantoneses estaban casados con mujeres blancas. En la década de 1960 el censo mostró 3500 hombres chinos casados con mujeres blancas y 2900 mujeres chinas casadas con hombres blancos. Al inicio del siglo XX había una tasa del 55% de los hombres chinos en Nueva York formando parte en una unión interracial que se mantuvo en la década de 1920, pero en la década de 1930 la cifra cayó al 20%.
En 1873, una crisis económica originada en los bancos provocó que el 14% de la población nacional estuviera desempleada. Como los chinos eran mano de obra barata, se creó la Chinese Benevolent Association que permitió que los chinos obtuvieran los pocos empleos disponibles. Esto provocó descontento por parte de los estadounidenses, generando una oleada de xenofobia. En 1877 en San Francisco ocurrieron manifestaciones contra los habitantes chinos, que terminaron con incendios en sus tiendas.
Debido a ello y a otros problemas sociales, a los chinos se les prohibió emigrar hacia Estados Unidos entre 1885 y 1943, cuando la Ley de Exclusión China (Chinese Exclusion Act) fue derogada. La primera ley federal fue sancionada en 1882 por el congreso de los Estados Unidos y limitaba el número de chinos que podían emigrar, se establecían cupos por ciudad y prohibía la radicación de mujeres. En San Francisco, los chinos que llegaban a la isla de los Ángeles, eran sometidos a duros interrogatorios que duraban meses antes de ser deportados.

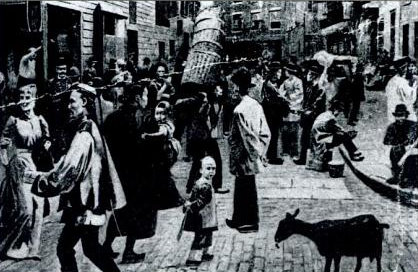
Calle Doyers del barrio chino de Manhattan en 1898.

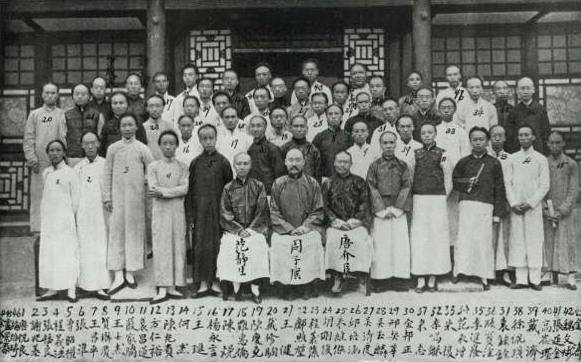
Fotografía de 1909 del primer grupo de estudiantes chinos del Programa de becas para indemnización de los bóxer.

En ese entonces había en Nueva York unos diez mil chinos que no se adaptaban a las normas y costumbres de la sociedad estadounidense, pues mantenían las suyas de origen al igual que en San Francisco. Para ello se crearon asociaciones civiles llamadas tongs. Al mismo tiempo, parte de la comunidad se involucró en los negocios de la prostitución y los juegos de azar, peleándose entre ellos por el dominio de las zonas. El terremoto de San Francisco de 1906 destruyó el barrio chino de la ciudad que fue reconstruido lentamente en los años posteriores, mientras el barrio perdía habitantes.
Desde la derogación de la Ley en 1943, la inmigración de chinos siguió siendo muy restringida hasta 1965. Hacia 1924 a los chinos ya residentes en Estados Unidos se les había negado la naturalización, la obtención de la ciudadanía y los matrimonios con ciudadanos estadounidenses. La ley aplicó para todos los inmigrantes provenientes de Asia, exceptuando Filipinas que era una colonia estadounidense.
La derogación de la ley se debió a la ayuda brindada por China en la derrota de Japón en la Segunda Guerra Mundial. La War Brides Act permitió que los veteranos chinos de origen estadounidense (la mayoría oriundos de Hong Kong) pudieran emigrar a Estados Unidos con sus familias, hecho ocurrido en los años 1950. Luego de esos años, la inmigración se disparó aumentando considerablemente.
En 1959, Hiram Fong fue elegido senador por Hawái, siendo reelegido en tres ocasiones. Se convirtió en el primer sinoestadounidense en llegar a ese cargo. Además, en dos ocasiones fue favorito para la nominación presidencial del Partido Republicano, en 1964 y 1968. En 1964, se convirtió en el primer asiático-estadounidense en recibir votos para ser candidato a presidente en una convención de su partido. También fue la primera persona nacida en Hawái en presentarse a candidato para ser presidente de los Estados Unidos.
Durante la década de 1970, la gran mayoría de la inmigración china en los Estados Unidos procedía de Hong Kong, seguido por Taiwán, con relativamente pocos inmigrantes provenientes de la China continental. Durante la década de 1980, en parte debido a la liberalización de las restricciones a la emigración a mediados de la década de 1970, los inmigrantes de la China continental constituyeron una proporción mayor de personas de origen chino que emigraron a los Estados Unidos. En esos mismos años, surgieron fuertes enfrentamientos por parte de las distintas mafias chinas de San Francisco.
Desde inicios de la década de 2010, debido a la desaceleración de la economía de Estados Unidos, y la elevación de la economía de China, surgió una migración inversa y la decadencia de las antiguas comunidades chinas. A su vez, esto dio más oportunidades a chinos continentales para emigrar. Una encuesta de 2011 mostró que el 60% de los millonarios chinos planeaban emigrar y el 40% de los millonarios chinos seleccionó a los Estados Unidos como el principal destino de la inmigración. La Visa EB-5 de Inversión permite a muchos poderosos de China buscar la ciudadanía estadounidense, y los informes muestran que el 75% de los solicitantes de esta visa en 2011 eran chinos. Los multimillonarios chinos fueron los que más se beneficiaron con el programa de inversionistas, que abarca a las personas que tienen al menos 500.000 dólares estadounidenses para invertir en proyectos enumerados por el gobierno estadounidense.
La afluencia de inmigrantes continuó, con el origen en la República Popular China, Taiwán y, en menor medida en el sudeste asiático, superando a la inmigración hispana y latina en el año 2012.

## Regiones de origen

### Cantón

Estados de Estados Unidos donde se registraron hablantes de cantonés en el censo de 2000.

Todos los primeros inmigrantes chinos llegados a California eran hombres jóvenes con bajos niveles educativos de los seis distritos de la provincia de Guangdong (Cantón), en el sudeste de China. La gran inmigración desde Guangdong ocurrió en San Francisco desde la década de 1850 hasta 1900. La mayoría de estos inmigrantes provenía de la ciudad de Taishan. Se estimaba hacia 2007 que un millón de sinoestadounidenses tiene ascendencia de Taishan. El barrio chino de Manhattan fue fundado por inmigrantes de Taishan, quienes abrieron las primeras tiendas chinas del área. Fue la primera comunidad taishanesa de Estados Unidos. Luego a partir los años 1960 a la ciudad llegaron cantoneses de otras áreas.
Los dialectos del chino cantonés fueron hasta finales del siglo XX los más utilizados por las comunidades sinoestadounidenses. Hubo también chinos cantoneses que habían partido desde los puertos de Hong Kong y Macao, a su vez algunos de ellos trabajan como culíes para los colonos británicos y portugueses. La gran mayoría de los inmigrantes cantoneses eran campesinos, agricultores y artesanos. También había comerciantes.
En el barrio chino de Manhattan existe un área denominada Little Guangdong (小廣東, Xiǎo Guǎngdōng) y Cantonese Town (廣東埠, Guǎngdōng Bù), sobre la calle Mott en el sector occidental del barrio. También hay nuevas áreas pobladas por cantoneses llegados entre las décadas de 1970 y 1990. También hay cantoneses en el Lower East Side. El área aún posee un significante número de comercios y residentes cantoneses que mantienen sus dialectos pese al avance del mandarín. En Manhattan los residentes cantoneses tienen un lugar de reunión comunitaria para hacer compras, trabajar y socializar, mientras que los barrios chinos de Brooklyn y Queens están perdiendo rápidamente su identidad comunitaria cantonesa.

### Hong Kong
De acuerdo con la Encuesta de la Comunidad Americana de 2012 de la Oficina del Censo de Estados Unidos, hay 219,231 estadounidenses nacidos en Hong Kong, una cifra que excluye a los inmigrantes procedentes de Hong Kong que nacieron en otros lugares, y descendientes de hongkoneses. Las principales comunidades se encuentran en California, la ciudad de Nueva York y Seattle, en el estado de Washington. El apogeo de la inmigración hongkonesa fue desde finales de la Segunda Guerra Mundial, hasta los años 1980. Una de las principales ciudades de asentamiento fueron San Francisco, donde en su barrio chino una de sus calles posee características que recuerdan a las calles de Hong Kong.

### Taiwán

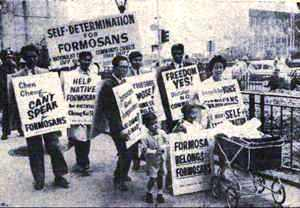
Manifestación de taiwaneses en Estados Unidos en 1961.

La investigación demográfica tiende a clasificar a los chinos de ultramar que han inmigrado desde el sudeste de Asia y América del Sur y a los inmigrantes de la China continental, Hong Kong, Macao y Taiwán como estadounidenses de origen chino. Sin embargo, tanto los gobiernos de la República de China y como el de los Estados Unidos se refieren a los estadounidenses de origen taiwanés como un subgrupo separado de los estadounidenses de origen chino.
En 2010 se estimaban entre unos 230.382 y unos 919.000 estadounidenses de origen o ascendencia taiwanesa (entre el 0,07 y el 0,29% de la población estadounidense. De ellos, el 49% vive en California. Los otros estados con comunidades importantes son Nueva York y Texas.

### Macao
Se estima que en California unas 10 000 personas tienen origen o ascendencia de Macao, especialmente de los macaenses de ascendencia portuguesa. La diáspora hacia Estados Unidos tuvo su apogeo entre las décadas de 1950 y 1960 por las políticas impulsadas por el gobierno comunista de China y por la búsqueda de una mejor forma de vida. Los inmgirantes han creado varias asociaciones socioculturales para la convivencia y preservar su identidad, entre ellas la União Macaense Americana en Hillsborough, el Club Lusitano de California en San Francisco y la Casa de Macao en Concord, todas ellas en California.

### Fujian

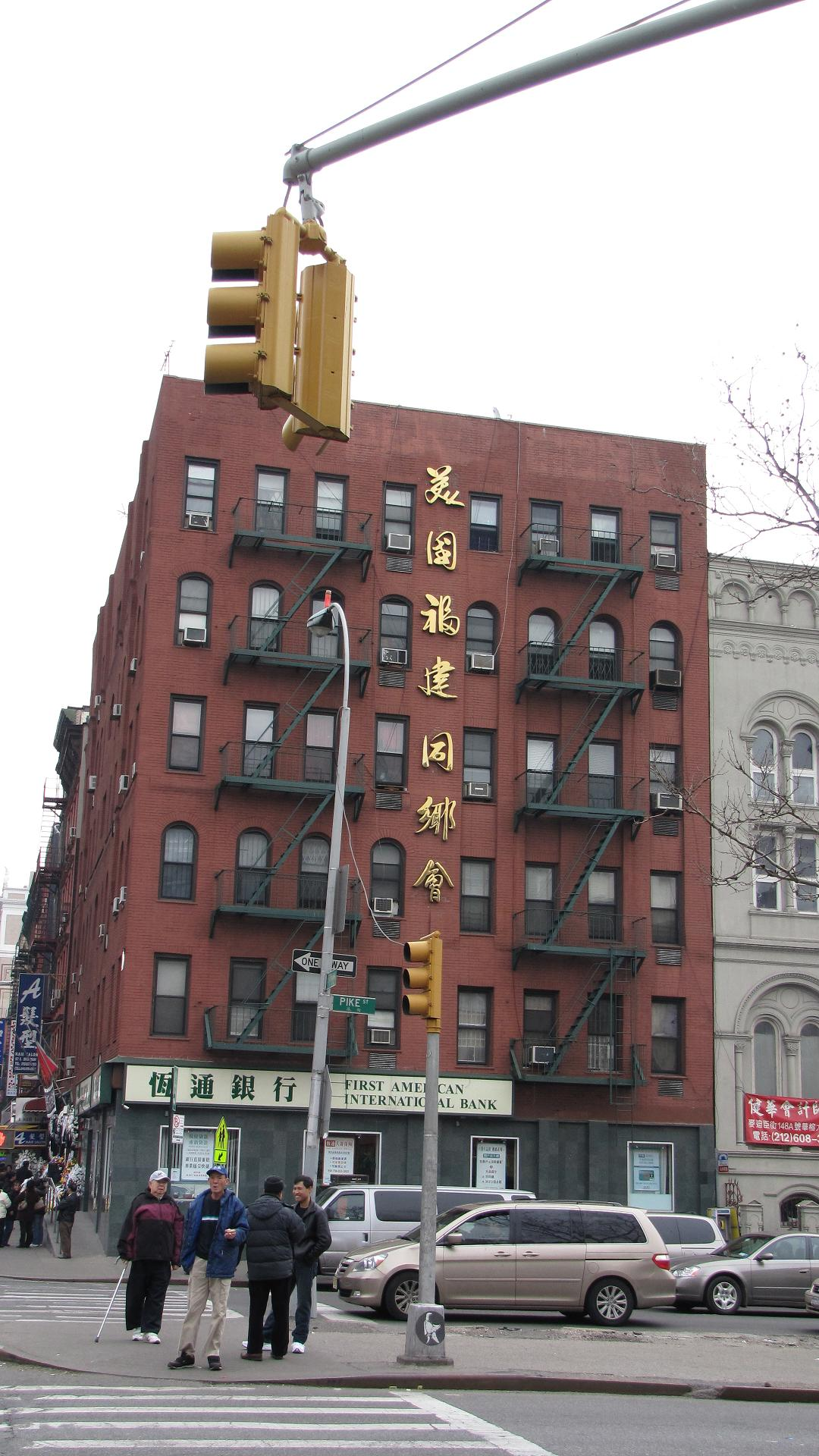
Sede del Fukien American Association en Manhattan, fundado por inmigrantes del Fujian.

En Nueva York entre las décadas de 1970 y 1990 llegaron inmigrantes desde la provincia de Fujian, hablantes de sus variedades de chino min. Manhattan posee un Pequeño Fuzhou (nombre de la capital de la provincia), separado de las áreas cantonesas, en la parte oriental del barrio chino de la isla. También hay comunidades de Fujian en Brooklyn y Queens, que han contribuido de manera significativa en el mantenimiento de la población china en los distintos barrios chinos de la ciudad. Inmigrantes de la ciudad de Fuzhou se han instalado mayoritariamente en Brooklyn. Algunos de ellos han llegado a suelo estadounidense de forma ilegal. Como algunos habitantes de Fujian viven en zonas de habla cantonesa, ellos han aprendido el idioma para mantener un trabajo o comerciar con clientes cantoneses, especialmente las áreas de East Broadway y Lower East Side.
Primero, en los años 70 comenzaron a llegar mayoritariamente hombres, arribando el resto de sus familias en años posteriores. Como se dijo anteriormente, al no hablar cantonés, los que no pudieron aprender el dialecto fueron excluidos y no consiguieron empleo en los barrios chinos, llevándolos a cometer delitos y crímenes. Esto también se debió a la falta de estatus legal de algunos inmigrantes. Esto generó resentimiento de los cantoneses hacia los oriundos de Fujian.
Esto también se ve en agencias de bienes raíces de propiedad cantonesa, que fueron acusados de prejuicios contra los inmigrantes de Fujian, supuestamente haciendo que los inmigrantes se sientan incómodos debido a la preocupación de que no serían capaces de pagar el alquiler o la deuda a las bandas que puedan haber ayudado a llegar ilegalmente a los Estados Unidos. Al mismo tiempo los inmigrantes subdividen ilegalmente los apartamentos en múltiples espacios pequeños para alquilar a otros inmigrantes de Fujian.

### Zhejiang y otras provincias
Inmigrantes de la provincia de Zhejiang ha llegado al barrio chino de Brooklyn, Nueva York, a principios de los años 2000. Hablan un dialecto local del chino wu, hablado en la ciudad de Wenzhou. También desde fines del siglo XX en adelante comenzaron a llegar a la Nueva York otros inmigrantes de la China continental. En Queens llegaron en los últimos años, inmigrantes del centro-este y noreste de China, que llevaron sus dialectos (chino min nan, dialecto pekinés, dialecto shanghainés, entre otros) y su gastronomía.

### Vietnam
La guerra de Vietnam alentó la llegada de una oleada de vietnamitas de origen y ascendencia china en los años 1970 y 1980. Al mismo tiempo, muchos vietnamitas estadounidenses se establecieron y abrieron negocios en barrios chinos, siendo decisivos en el inicio del desarrollo y la remodelación de los barrios chinos más antiguos. Algunos restaurantes combinan las gastronomías china y vietnamita.

## Demografía

### Cifras históricas

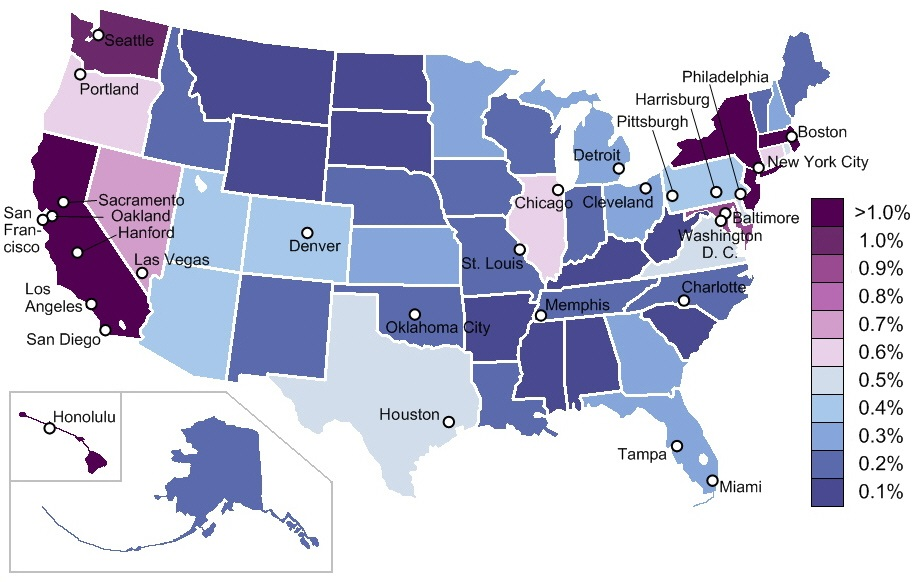
Porcentaje de población china por estado en 2000.

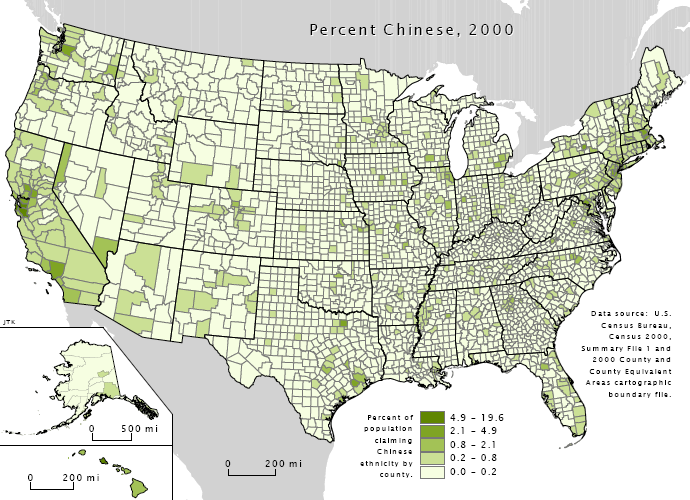
Porcentaje de población china por condado en 2000.

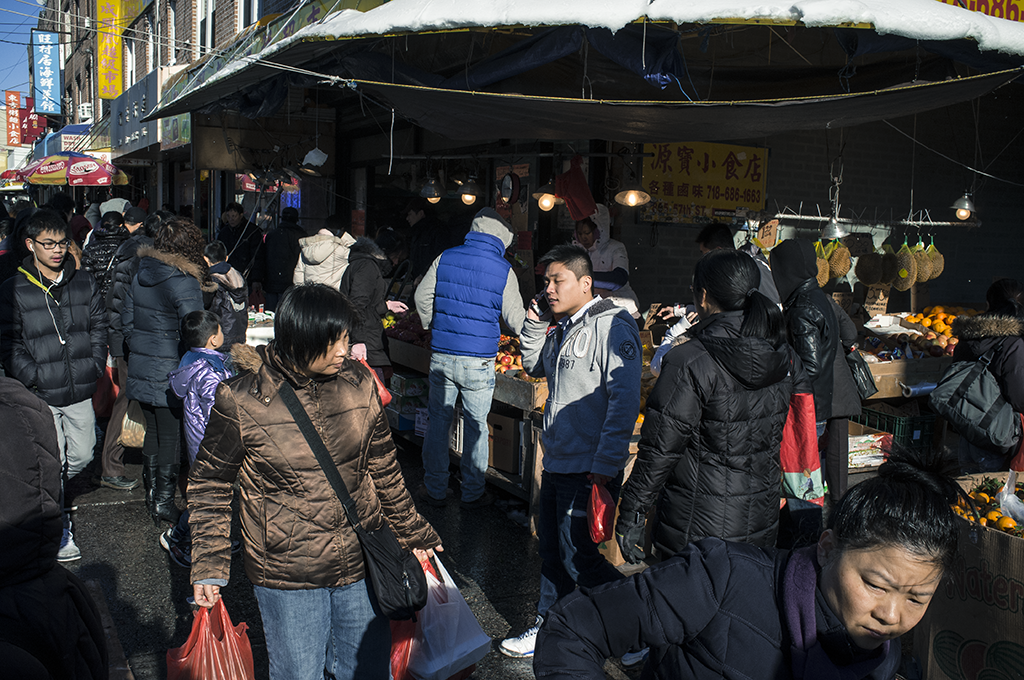
Grupo de chinos en Brooklyn, Nueva York.

La siguiente tabla muestra la evolución de la población de origen y ascendencia china en Estados Unidos, en comparación con la población total del país.
| Inmigración china en Estados Unidos (1850-2010) |                              |                            |                                  |
| Año                                             | Habitantes de Estados Unidos | Habitantes de origen chino | Porcentaje de la población total |
| 1850                                            | 23.191.876                   | 4.018                      | 0,02%                            |
| 1860                                            | 31.443.321                   | 34.933                     | 0,11%                            |
| 1870                                            | 38.558.371                   | 64.199                     | 0,17%                            |
| 1880                                            | 50.189.209                   | 105.465                    | 0,21%                            |
| 1890                                            | 62.979.766                   | 107.488                    | 0,17%                            |
| 1900                                            | 76.212.168                   | 118.746                    | 0,16%                            |
| 1910                                            | 92.228.496                   | 94.414                     | 0,10%                            |
| 1920                                            | 106.021.537                  | 85.202                     | 0,08%                            |
| 1930                                            | 123.202.624                  | 102.159                    | 0,08%                            |
| 1940                                            | 132.164.569                  | 106.334                    | 0,08%                            |
| 1950                                            | 151.325.798                  | 150.005                    | 0,10%                            |
| 1960                                            | 179.323.175                  | 237.292                    | 0,13%                            |
| 1970                                            | 203.302.031                  | 436.062                    | 0,21%                            |
| 1980                                            | 226.542.199                  | 812.178                    | 0,36%                            |
| 1990                                            | 248.709.873                  | 1.645.472                  | 0,66%                            |
| 2000                                            | 281.421.906                  | 2.432.585                  | 0,86%                            |
| 2004 (estimación del censo)                     | 285.691.501                  | 3.353.486                  | 1,17%                            |
| 2010                                            | 308.745.538                  | 3.794.673                  | 1,23%                            |

### Principales estados

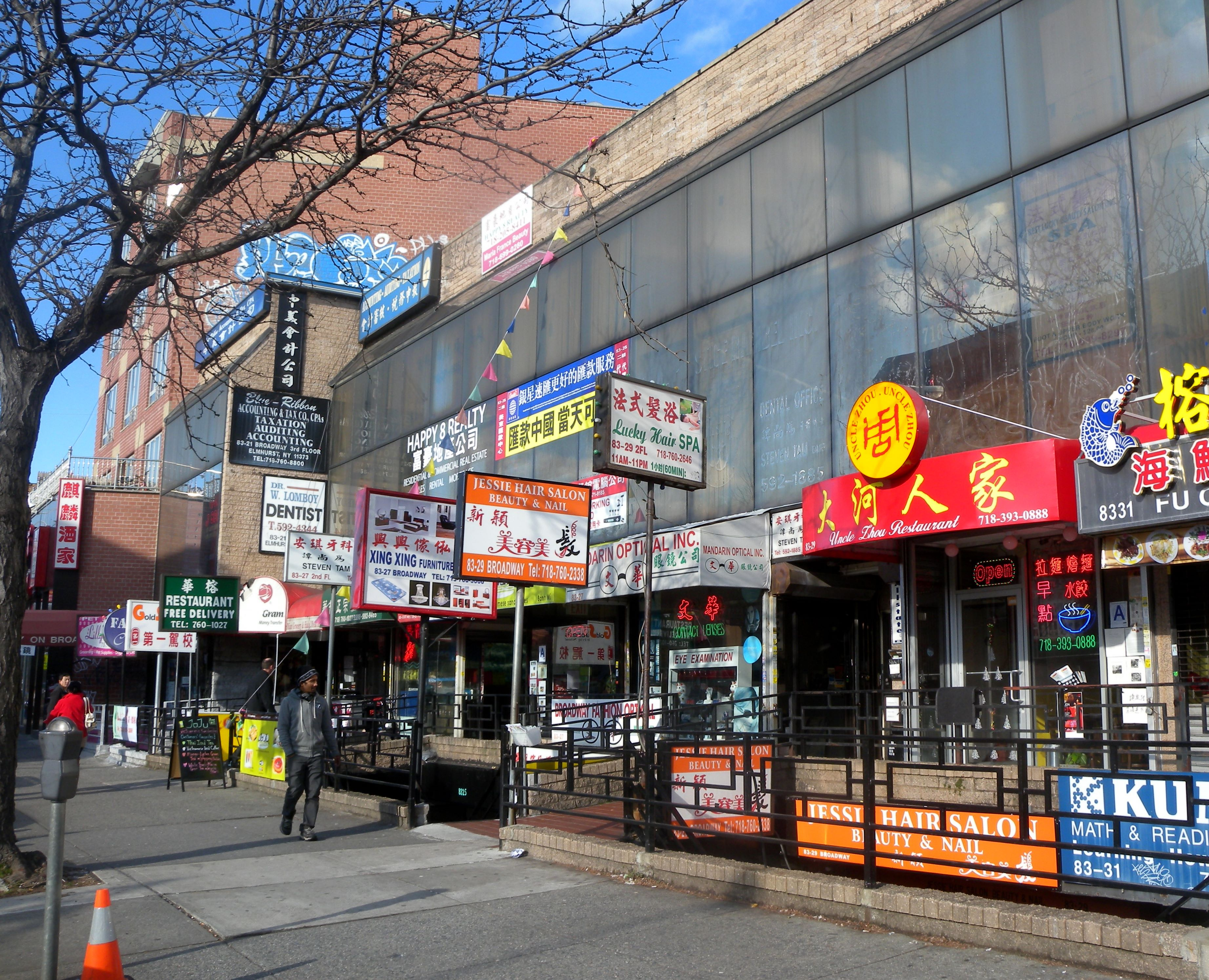
Tiendas y cartelería en un barrio chino de Queens, Nueva York.

Una lista de la población de origen y ascendencia china en algunos estados de los Estados Unidos:
| Rango | Estado        | Chino-estadounidenses | Porcentaje |
| ----- | ------------- | --------------------- | ---------- |
| 1     | California    | 1,253,100             | 3,4        |
| 2     | Nueva York    | 577,000               | 3,0        |
| 3     | Hawái         | 198,000               | 4,0        |
| 4     | Texas         | 157,000               | 0,6        |
| 5     | Nueva Jersey  | 134,500               | 1,5        |
| 6     | Massachusetts | 123,000               | 1,9        |
| 7     | Illinois      | 104,200               | 0,8        |
| 8     | Washington    | 94,200                | 1,4        |
| 9     | Pensilvania   | 85,000                | 0,7        |
| 10    | Maryland      | 69,400                | 1,2        |
| 11    | Virginia      | 59,800                | 0,7        |
| 12    | Ohio          | 51,000                | 0,5        |

Mientras que California tiene más de un millón de sinoestadounidenses, Hawái es el estado con mayor concentración, teniendo un 4% de su población con origen y ascendencia china.

### Principales ciudades

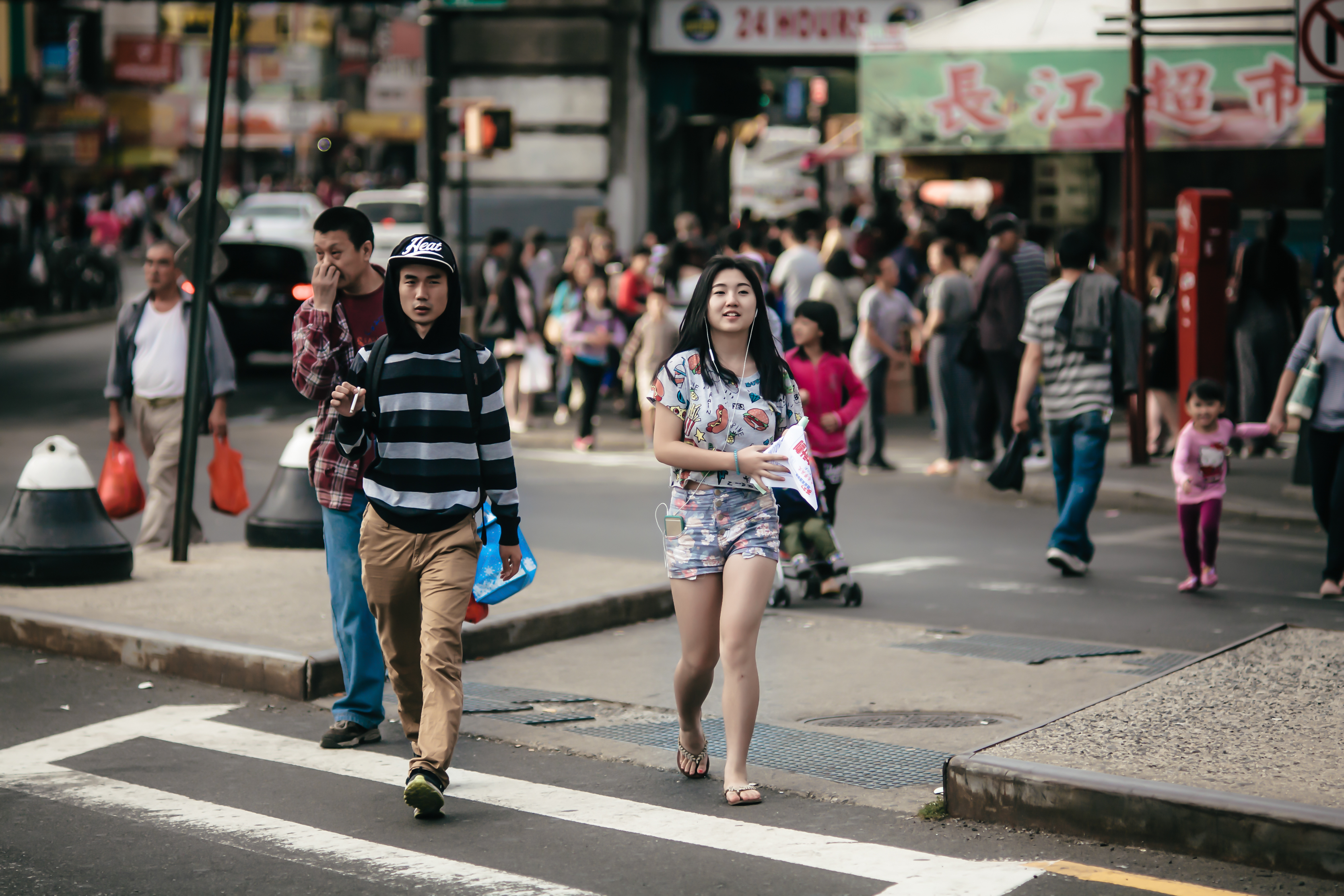
Sinoestadounidenses en la calle principal del barrio chino de Flushing, Queens.

Una lista de las grandes ciudades (más de 250.000 habitantes) con una población estadounidense de origen chino de más del 1% de la población total en 2010:
| Rango | Ciudad        | Estado        | Chino-estadounidenses | Porcentaje |
| ----- | ------------- | ------------- | --------------------- | ---------- |
| 1     | San Francisco | California    | 172,181               | 21,4       |
| 2     | Honolulu      | Hawái         | 38,330                | 10,2       |
| 3     | Oakland       | California    | 34,083                | 8,7        |
| 4     | San José      | California    | 63,434                | 6,7        |
| 5     | Nueva York    | Nueva York    | 486,463               | 6,0        |
| 6     | Plano         | Texas         | 13,592                | 5,2        |
| 7     | Sacramento    | California    | 20,307                | 4,4        |
| 8     | Seattle       | Washington    | 27,216                | 4,1        |
| 9     | Boston        | Massachusetts | 24,910                | 4,0        |
| 10    | San Diego     | California    | 35,661                | 2,7        |
| 11    | Filadelfia    | Pensilvania   | 30,069                | 2,0        |
| 12    | Stockton      | California    | 5,188                 | 1,8        |
| 13    | Los Ángeles   | California    | 66,782                | 1,8        |
| 14    | Portland      | Oregón        | 9,113                 | 1,7        |
| 15    | Chicago       | Illinois      | 43,228                | 1,6        |
| 16    | Anaheim       | California    | 4,738                 | 1,4        |
| 17    | Houston       | Texas         | 29,429                | 1,3        |
| 18    | Austin        | Texas         | 8,886                 | 1,2        |
| 19    | Pittsburgh    | Pensilvania   | 3,402                 | 1,1        |
| 20    | Riverside     | California    | 2,985                 | 1,0        |

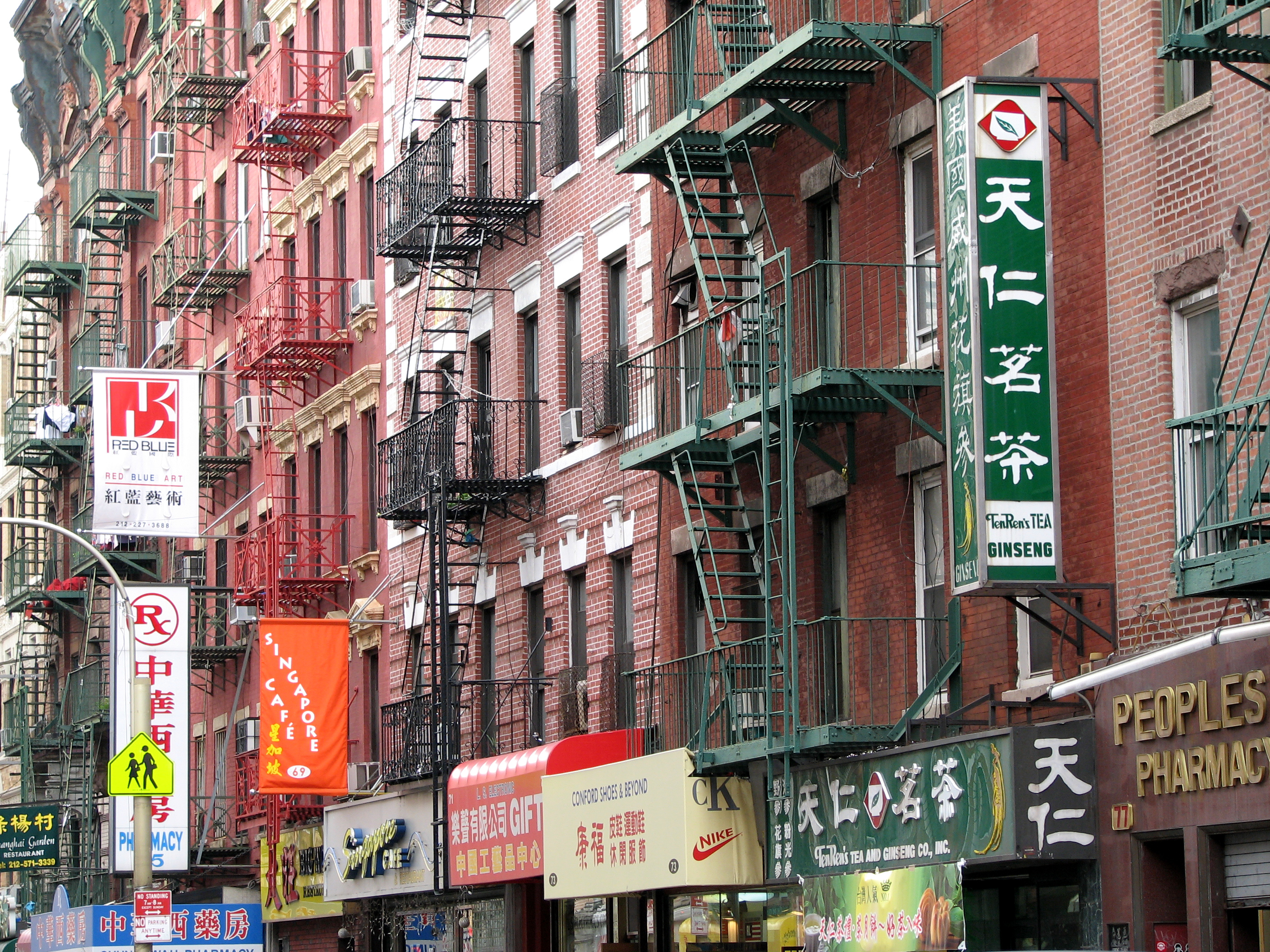
Calle del barrio chino de Manhattan.

El Valle de San Gabriel cercano a Los Ángeles en California tiene la mayor concentración de estadounidenses de origen chino del país. Según las estimaciones del censo en 2012, las tres áreas metropolitanas con las poblaciones más grandes de sinoestadounidenses eran el área metropolitana de Nueva York con 735.019 personas, el área de la Bahía de San Francisco con 629.243 personas, y el área metropolitana de Los Ángeles con 566.968 personas. Monterey Park en el condado de Los Ángeles tiene el mayor porcentaje de estadounidenses de origen chino de cualquier municipio: el 43,7% de su población (24,758 habitantes).
La ciudad San Francisco es la ciudad estadounidense con la mayor concentración de sinoestadounidenses per cápita, estimado en el 21,4% de la población total, unas 172.181 personas. Dicha ciudad, según el Departamento de Planificación del Gobierno de San Francisco, el barrio chino de dicha ciudad es «la zona urbana más densamente poblada al oeste de Manhattan», con 15.000 residentes que viven en 20 bloques cuadrados. En la década de 1970, la densidad de población en el barrio era siete veces más que el promedio de San Francisco.
La ciudad de Nueva York posee la mayor cantidad de habitantes sinoestadounidenses, alcanzando el medio millón de personas. Barrios chinos en Manhattan, Brooklyn y Queens, conforman un gran asentamiento continuo en el tiempo en la ciudad, con la mayor población metropolitana china fuera de Asia. En 2013 se estimaban 557.862 habitantes de origen chino en la ciudad. Nueva York es el destino principal de los nuevos inmigrantes chinos, de los cuales la mayoría se establecen en Brooklyn y Queens. El área metropolitana de Nueva York posee, al menos doce barrios chinos (seis dentro de los límites de la ciudad). Los inmigrantes más nuevos provinenen de la China continental y son tanto legales como ilegales.
En 2014 se estimó en unos 819.527 sinoestadounidenses en el área metropolitana de Nueva York.
| Población sinoestadounidense de Nueva York |                                         |                     |                                                                |                                      |
| Rango                                      | Borough                                 | Sinoestadounidenses | Densidad de la población sinoestadounidense por milla cuadrada | Porcentaje del total de la población |
| 1                                          | Queens                                  | 208,897             | 1,912,3                                                        | 9,2                                  |
| 2                                          | Brooklyn                                | 195,750             | 2,772,3                                                        | 7,6                                  |
| 3                                          | Manhattan                               | 97,461              | 4,244,8                                                        | 6,0                                  |
| 4                                          | Staten Island                           | 13,620              | 232,9                                                          | 2,9                                  |
| 5                                          | Bronx                                   | 6,891               | 164                                                            | 0,5                                  |
|                                            | Total de la ciudad de Nueva York (2012) | 522,619             | 1,727,1                                                        | 6,3                                  |

También en el resto de la costa este, las áreas metropolitanas de Washington D. C., Boston y Filadelfia tienen importantes comunidades sinoestadounidenses. El condado de Montgomery, Maryland, (suburbio de Washington D. C.) y el condado de Fairfax, Virginia, poseen el 3,9% y 2,4% de población estadounidense de origen chino, respectivamente. El barrio chino de Boston es el único barrio chino histórico en Nueva Inglaterra. El suburbio de Boston, Quincy, también tiene una destacada población estadounidense de origen chino, especialmente en el área de North Quincy.

## Barrios chinos

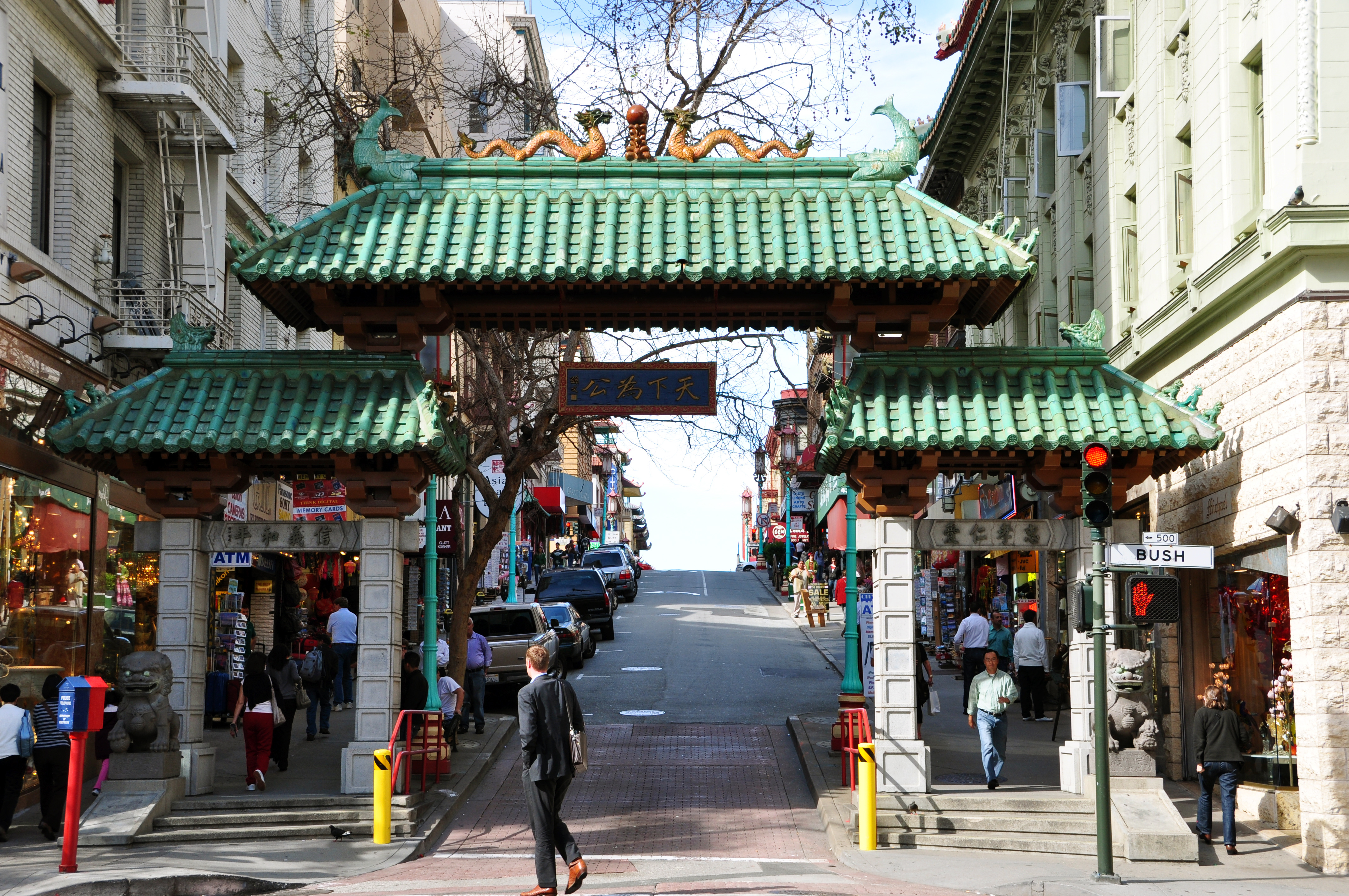
Barrio chino de la ciudad de San Francisco, lugar donde se da la mayor concentración de chinos y sus descendientes en América.

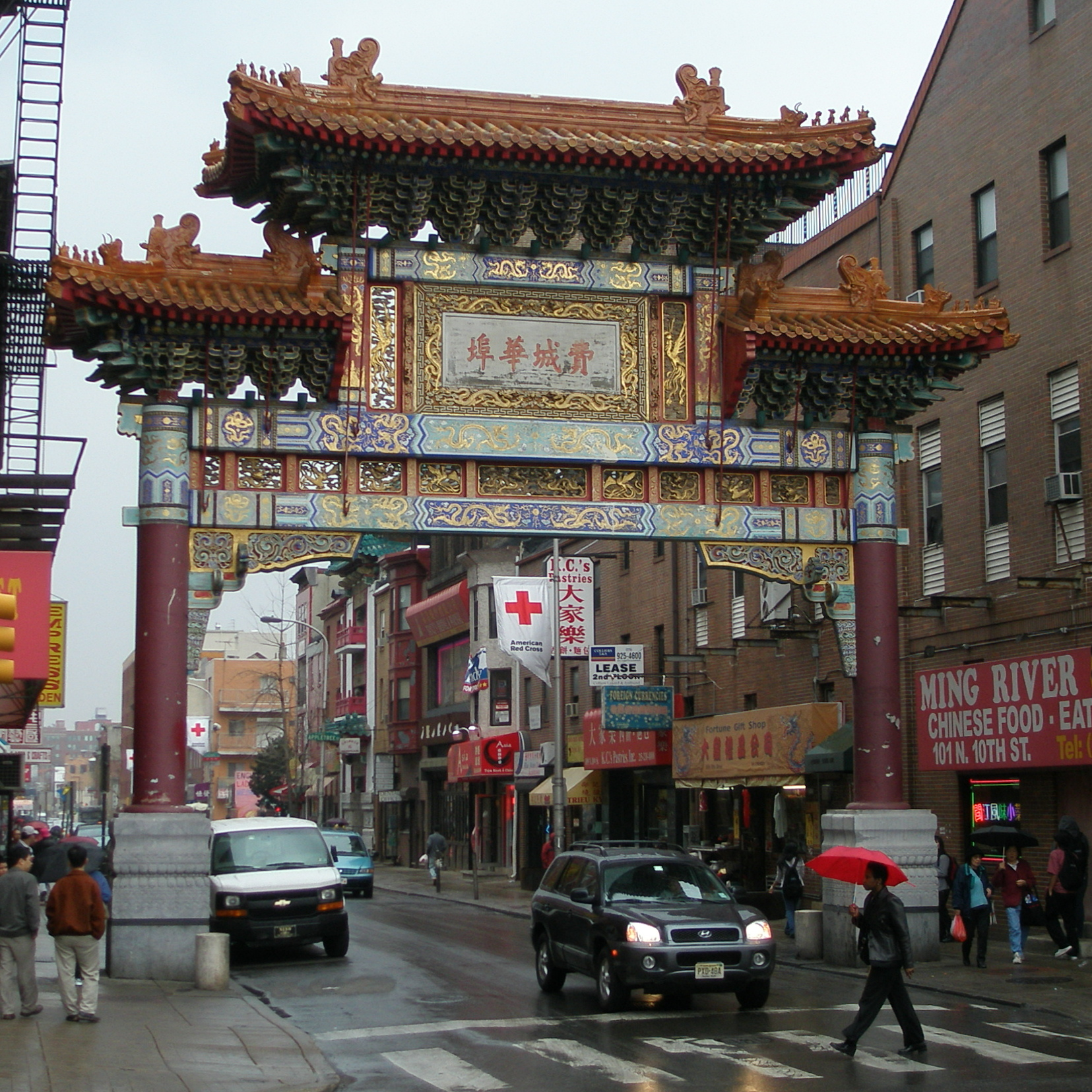
Entrada al barrio chino de Filadelfia.

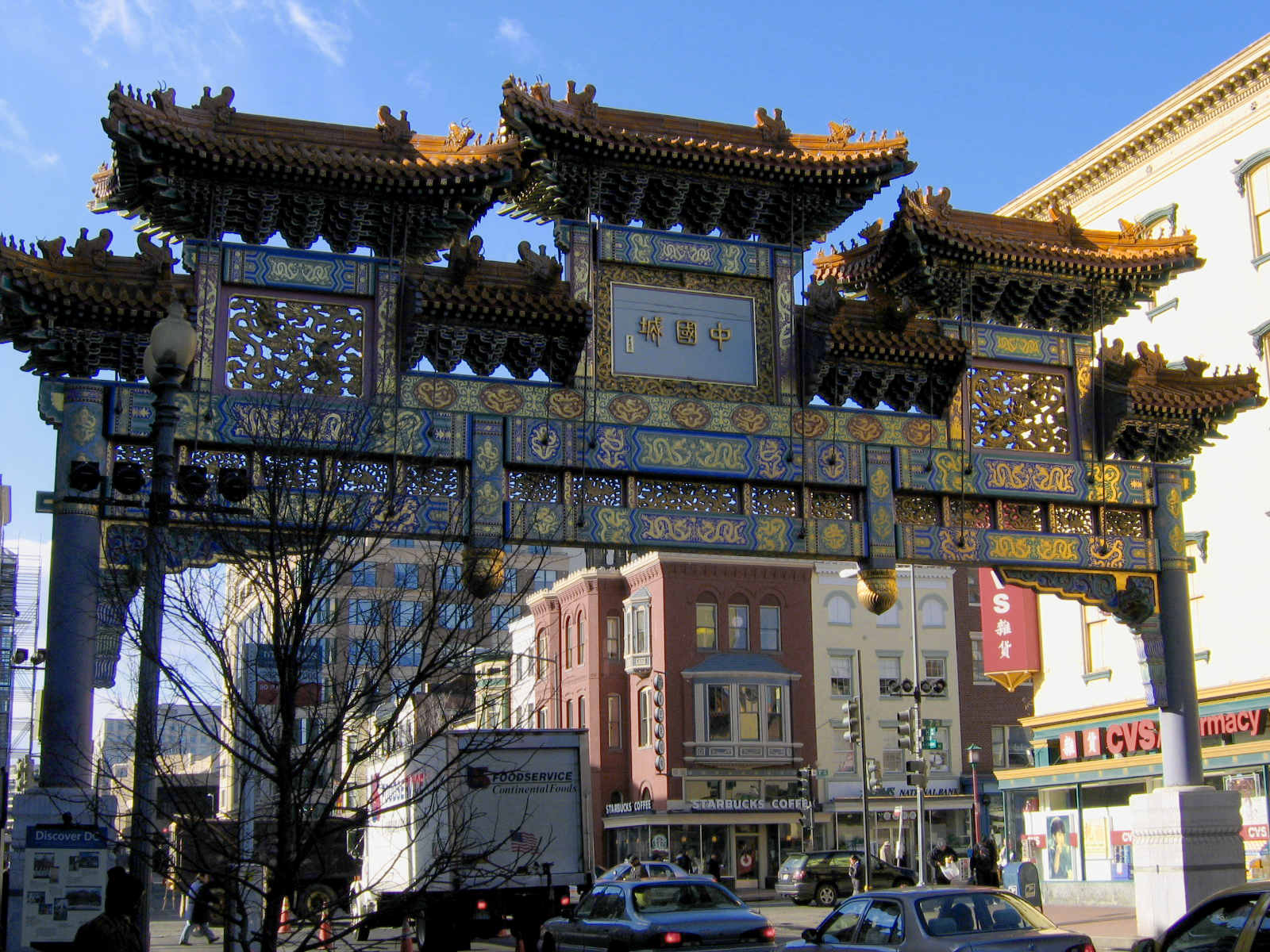
Entrada al barrio chino de Washington D. C.

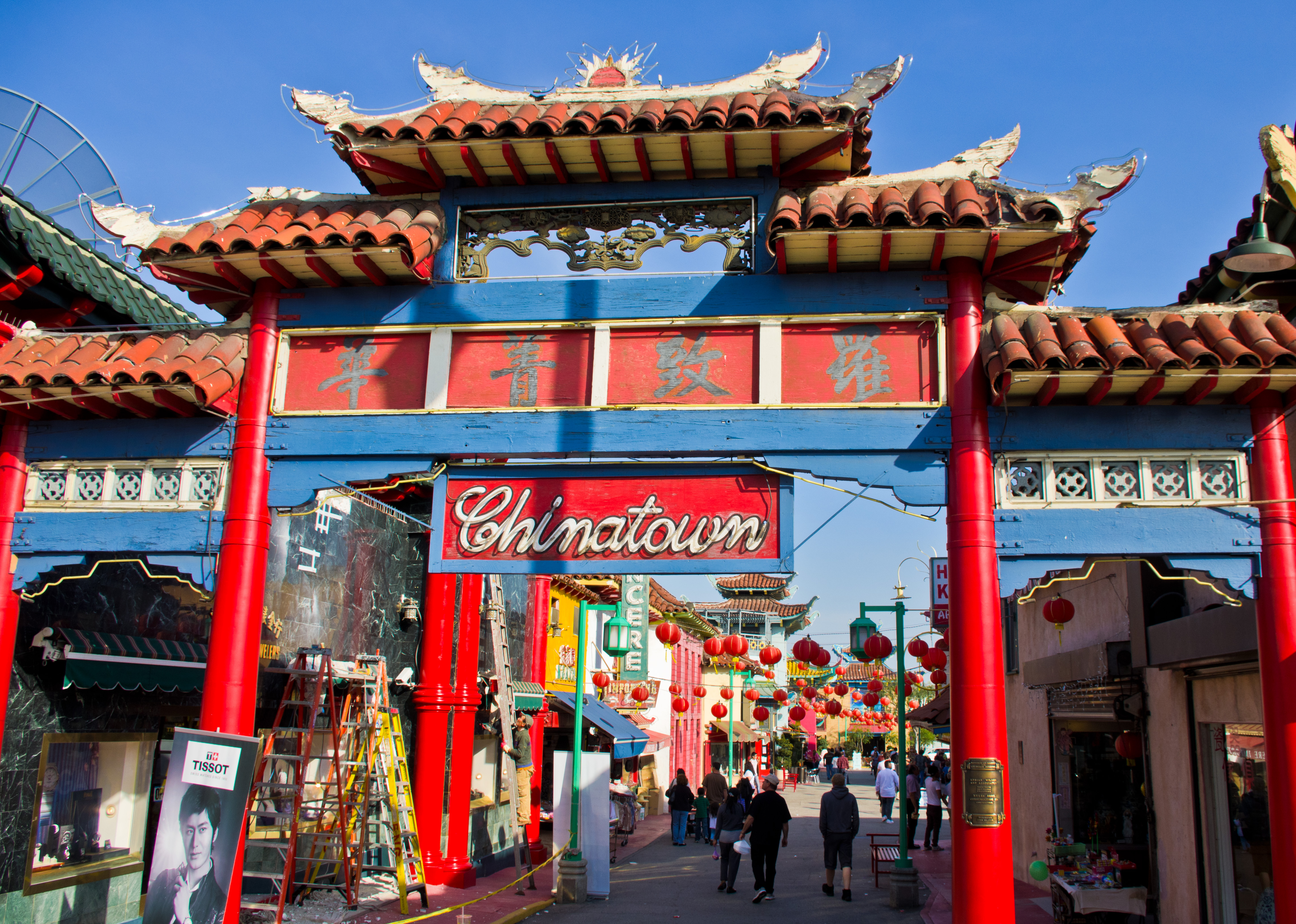
Entrada al barrio chino de Los Ángeles.

En Estados Unidos varias ciudades poseen sus barrios chinos o Chinatowns. Entre ellos San Francisco, Los Ángeles, Nueva York (en Manhattan, Brooklyn y Queens), Filadelfia, Chicago, Oakland, Boston, Washington D. C. y Honolulu.
San Francisco posee el barrio chino más grande de Estados Unidos y el continente americano. Con 24 manzanas, es también el sitio donde se encuentra la mayor comunidad china fuera de Asia. Es descrito como el barrio chino más antiguo y con presencia continua en el hemisferio occidental, existente desde los años 1850. Es una de las mayores atracciones turísticas de la ciudad, superando al Puente Golden Gate. Su entrada principal se encuentra en el cruce de la avenida Grant y la calle Bush, donde se encuentra un arco donado por el gobierno de Taiwán, llamado Puerta del Dragón. Las calles del barrio poseen numerosas tiendas. Los edificios, faroles y cabinas telefónicas poseen forma de pagoda. Los postes de alumbrado también ostentan carteles en chino. Hay verdulerías, pescaderías, casas de té, una sucursal del banco de Cantón, un centro cultural chino y la sede de la Sociedad Histórica China. En el único parque del barrio, los residentes practican el Tai Chi. El barrio experimentó su crecimiento demográfico desde finales de la Segunda Guerra Mundial, comenzando a ocupar otros barrios de la ciudad. El actor de artes marciales Bruce Lee nació aquí.
En Nueva York, el barrio chino se encuentra en Manhattan y fue poblado por chinos llegados desde California y Oregón luego de haber trabajado en las construcciones de las líneas de ferrocarriles y las minas de oro. La inmigración, en su mayoría de hombres solos, fue interrumpida en 1882, retomándose en la década de 1940 cuando comenzó a extenderse con inmigrantes de Hong Kong y Taiwán. Hacia los primeros años de la década de 2000, unos 500.000 chinos vivían en Nueva York, de los cuales 100.000 vivían en el barrio chino. Posee una alta densidad de población y limita con el barrio de Little Italy de población italiana. Posee numerosas tiendas y restaurantes de comida china (algunos tienen a la venta animales y vegetales exóticos), tiendas que venden regalos y artículos variados, entre otros. Las cabinas telefóncias y las fachadas de los edificios imitan las formas de pagodas. Es el mayor barrio étnico de la ciudad y posee una vida cotidiana muy activa. Aquí se hacen las celebraciones del año nuevo chino en la ciudad. Posee un templo budista, un monumento a Confucio, mercados y un «muro de la democracia» con recortes de periódicos que informan sobre la actualidad política china.
Otras fuentes indican que el barrio chino de Manhattan es el más grande del hemisferio occidental, en lugar del de San Francisco. También, los barrios chinos satélite de la ciudad de Nueva York en Queens y Brooklyn están prosperando como enclaves urbanos, ya que la inmigración china a gran escala continúa en Nueva York. Esto lo convierte en la mayor población metropolitana de origen chino fuera de Asia.
Tras los años 1970 surgieron nuevos barrios chinos que asumieron un papel como centros históricos y turísticos en zonas exclusivas, como en Albany, estado de Nueva York, y Raleigh, Carolina del Norte. También dentro de Manhattan, los chinos comenzaron a asentarse más en Harlem del Este en el Alto Manhattan, dejando de lado la preferencia del barrio chino del Bajo Manhattan. También están en aumento la población de los barrios chinos de Brooklyn y Queens, con proyecciones futuras que superarán la población del barrio chino de Manhattan. Según el New York Times, el barrio chino de Flushing, Queens, ahora rivaliza con el barrio chino de Manhattan, en términos de ser un centro cultural, político y comercial de los neoyorquinos de habla china.
Una característica notable de los centros comerciales temáticos chinos en Estados Unidos es la presencia de supermercados chinos y los bancos chinos, como en Quincy, Massachusetts. En Quincy, cercana a Boston, como en el área metropolitana de Chicago, han surgido recientes barrios chinos alejados del núcleo chino original y de las áreas céntricas de las ciudades. Estas áreas satélites poseen diversas conexiones de transporte con el resto de las comunidades chinas y, de acuerdo con el Huffington Post, los barrios chinos más nuevos tienden a no ser atracciones turísticas como sus homólogos en el centro de la ciudad, aunque pueden ofrecer opciones de alimentos similares. Bonnie Tsui en su libro afirma que los nuevos barrios chinos comerciales se basan en que el barrio chino se construye antes de que llegue la población de origen chino.
Los primeros barrios chinos como el de San Francisco en Estados Unidos eran naturalmente los destinos para los inmigrantes chinos que llegaban para la fiebre del oro de California y el Ferrocarril Transcontinental. Se creaban enclaves chinos naturales en las ciudades cuya población era 100% de la etnia han, incluyendo tanto las personas nacidas en China como los estadounidenses de ascendencia china. Las leyes de vivienda estadounidenses que impiden la discriminación también permite a los barrios que pueden ser caracterizadas como «Todos los chinos» para permitir también a quien no es chino residir en estas comunidades. Por ejemplo, el barrio chino de Filadelfia posee personas de ascendencia europea y afroestadounidenses que residen dentro de la comunidad.
Un estudio de 2013 sugiere que el cambio demográfico en los barrios chinos también es impulsado por el aburguesamiento de los habitantes. La afluencia de viviendas de lujo está acelerando la gentrificación de estos barrios. El estudio sugiere que los grandes barrios chinos de Boston, Nueva York, Washington D. C. y otras ciudades están en peligro de perder sus características chinas causando que sean meramente un barrios históricos dejando de ser enclaves étnicos. La tendencia de este tipo de enclaves naturales está en declive, sólo para ser reemplazados por nuevas atracciones turísticas, como un nuevo barrio chino que se construirá en la región Catskills en el estado de Nueva York, llamada China City of America.
Estos cambios incluyen la puesta en peligro de los barrios chinos históricos que finalmente dejarán de servir las necesidades de los inmigrantes chinos. Los nuevos desarrollos como los de Norwich, Connecticut, y el valle de San Gabriel no necesariamente han de considerarse barrios chinos en el sentido de que no contienen necesariamente zonas con arquitectura china o señalizaciones en idioma chino, ni un área oficialmente reconocida designada en la ley, que se diferencia las zonas que se llaman barrios chinos frente a lugares que tienen poblaciones significativas de habitantes de origen chino. Por ejemplo, en San José, California, tiene 63.434 habitantes de origen chino en 2010, y sin embargo, no tiene un barrio chino. Algunos barrios chinos oficiales tienen poblaciones chinas muy inferiores.

## Idiomas

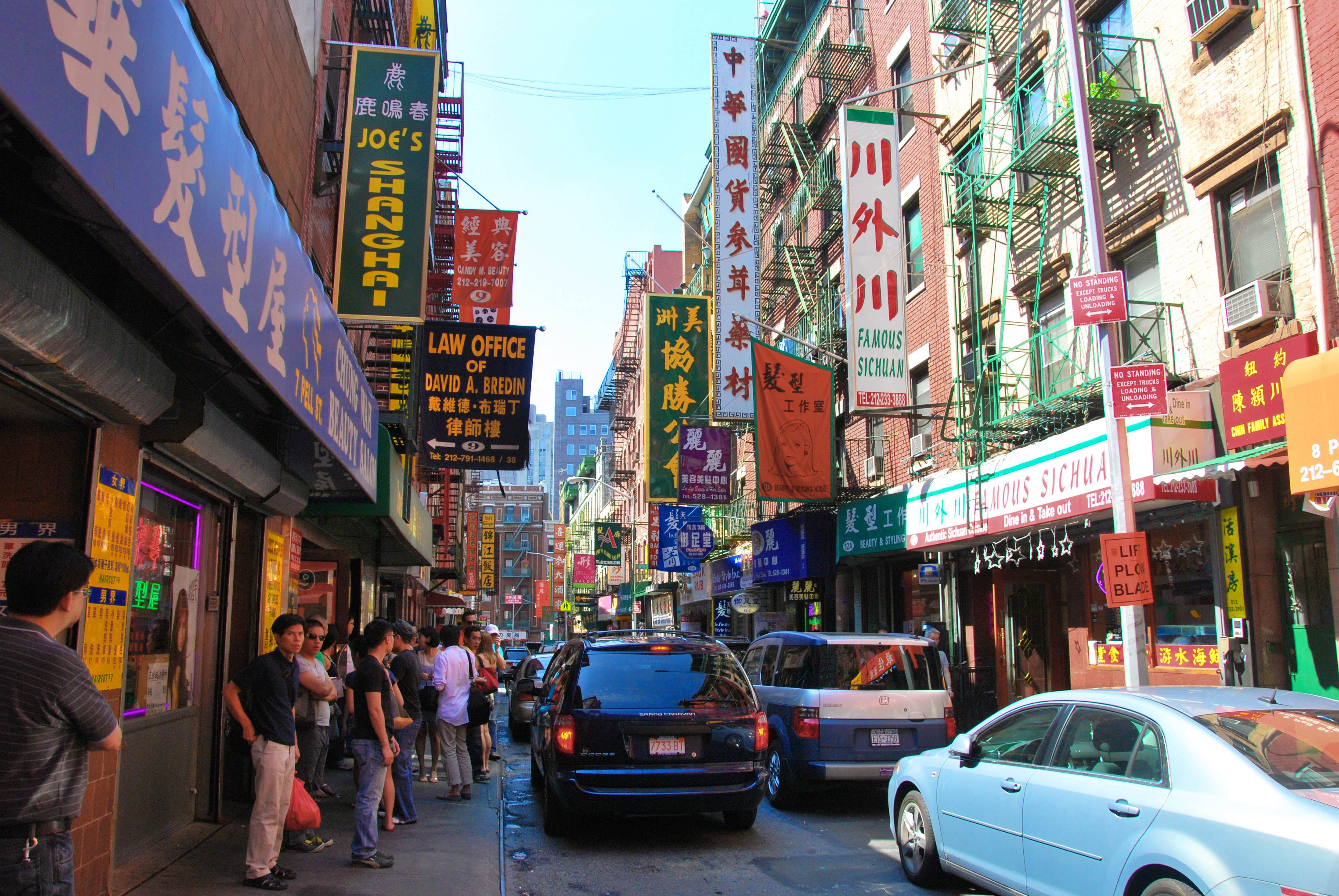
Letreros en chino en Manhattan.

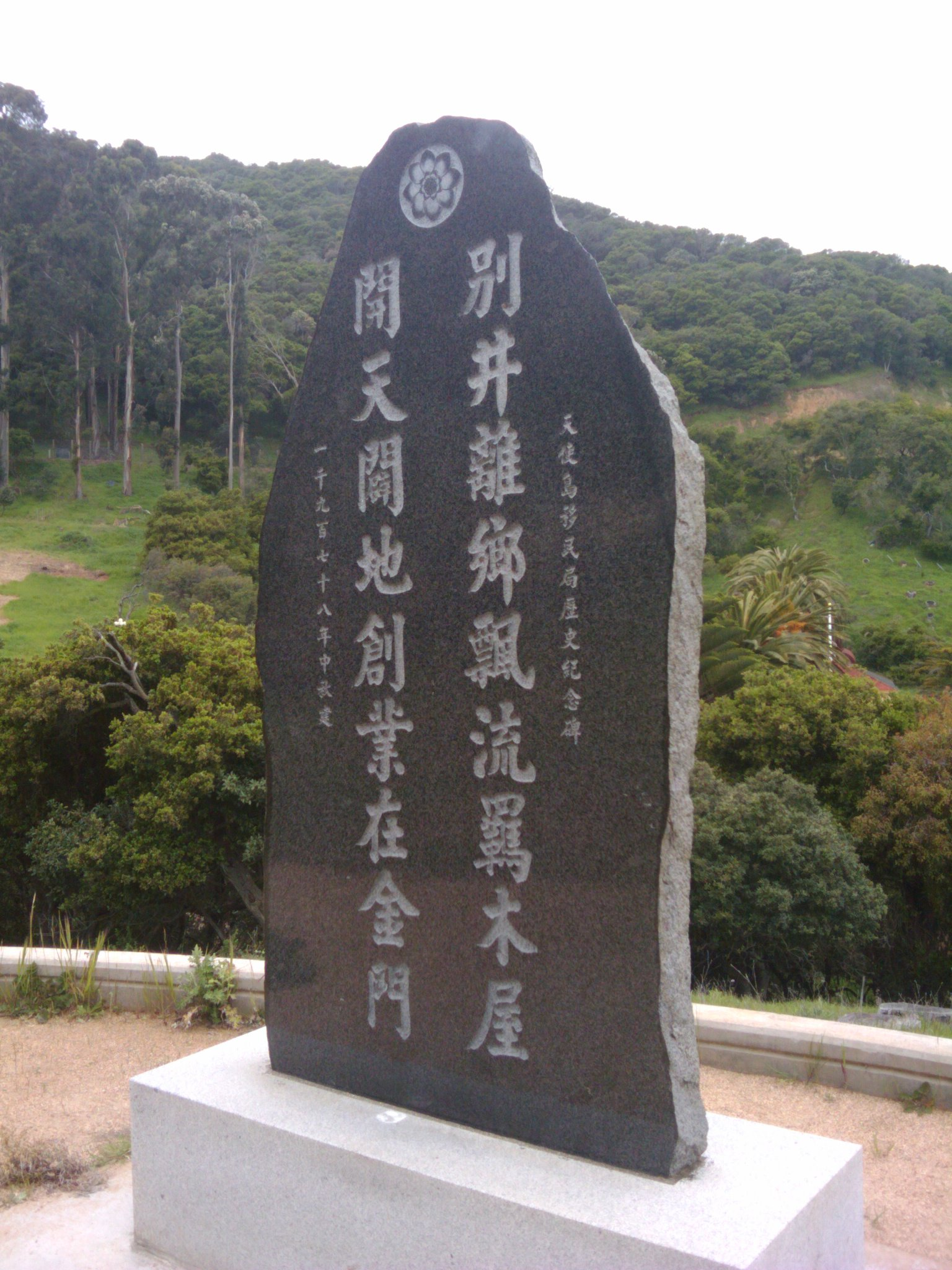
Monumento en chino en la Isla de los Ángeles, en la bahía de San Francisco.

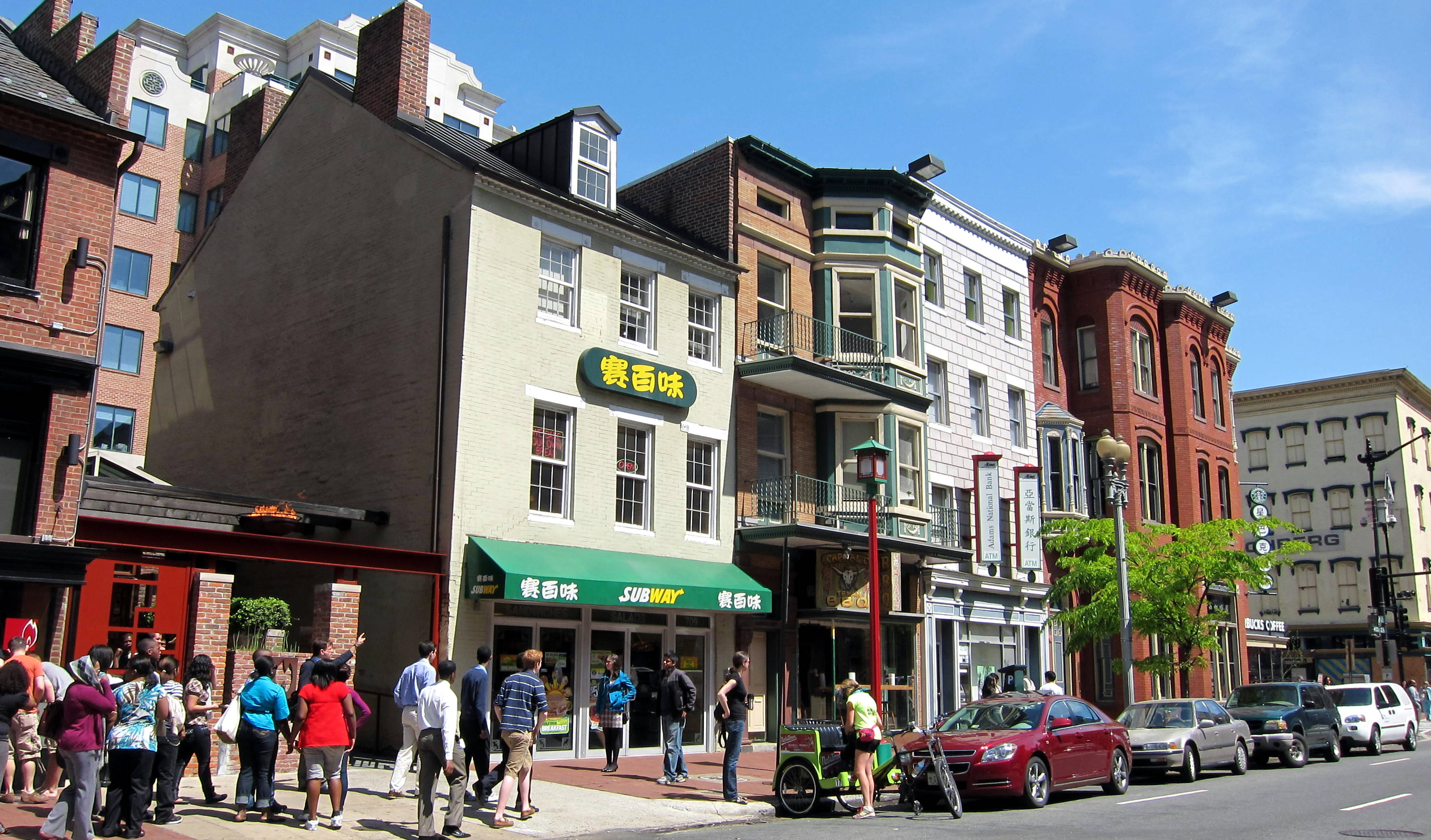
Local de la cadena Subway en Washington D. C. con cartelería en chino.

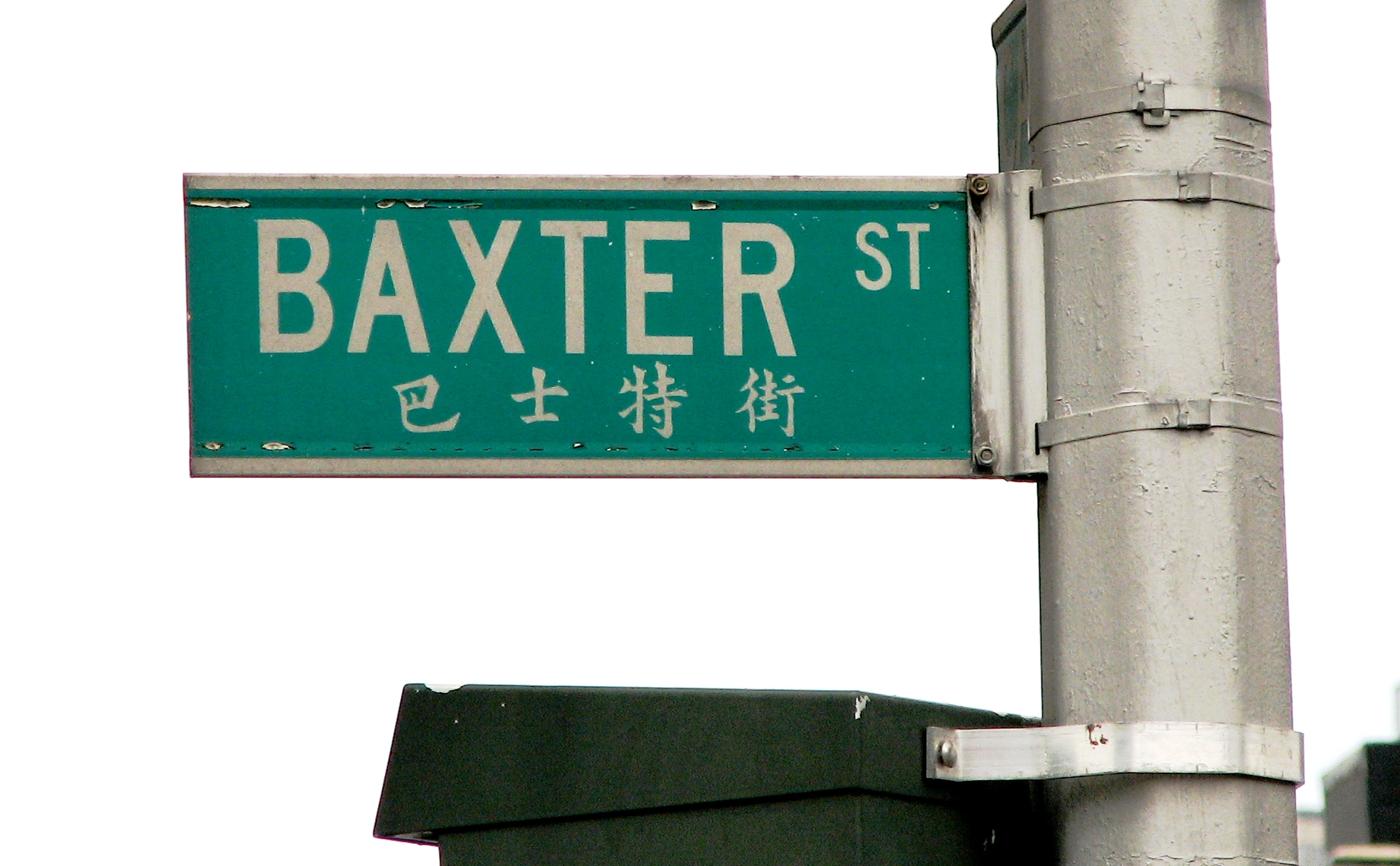
Baxter Street (巴士特街 Bāshìtè Jiē), Manhattan.

En 2009, la suma total de todos los hablantes de lenguas siníticas de los Estados Unidos llegaba a los 2.600.000 de habitantes, lo que lo convierte en la tercera lengua más hablada del país detrás del idioma inglés y el idioma español. Hasta finales del siglo XX, el chino cantonés (en varios dialectos como el cantonés estándar y el taishanés) eran los más comunes entre los inmigrantes o descendientes de inmigrantes, especialmente en California. Desde la apertura de inmigraciones para los habitantes de la República Popular China, el chino estándar (mandarín), el idioma oficial de la República Popular China y la República de China, se ha convertido cada vez más frecuente. Muchos jóvenes estadounidenses que no poseen origen chino o taiwanés se han interesado en aprender chino mandarín.
En la ciudad de Nueva York, a pesar de que solo el 10% de los habitantes chinos usan el mandarín como lengua materna, se lo está utilizando como un dialecto secundario aumentando el número de hablantes y está en camino de reemplazar al cantonés como su lengua franca. En Nueva York también hay hablantes de Min dong y del dialecto fuzhou llegados entre las décadas de 1980 y 1990 desde Fujian.
En Queens, arribaron inmigrantes chinos no cantoneses de diferentes regiones y provincias de China de habla mandarín, surgiendo un barrio chino llamado Ciudad Mandarín (en inglés: Mandarin Town, en chino mandarín: 國語 埠). Su establecimiento se debió a que los inmigrantes se enfrentaron con problemas culturales y de comunicación en el barrio chino de habla cantonés de Manhattan. Comunidades de habla mandarín se encuentran en los barrios de Flushing y Elmhurst. Allí se dictan clases y se brindan servicios en mandarín. Además de los comercios, diferentes bancos con surcursales en los barrios chinos de Nueva York poseen cajeros automáticos que ofecen transacciones en mandarín e inglés.
En San Francisco, la mayoría de los residentes chinos son hablantes monolingües de mandarín o cantonés; en 2015, sólo el 14% de los hogares estaban encabezados por una persona que hablaba con fluidez inglés.
Aunque los estadounidenses de origen chino crecen aprendiendo inglés, algunos padres les enseñan a sus hijos el chino por una variedad de razones, incluyendo la preservación de su civilización antigua, la preservación de una identidad única, el orgullo de su cultura ancestral, el deseo de facilitar la comunicación con ellos y otros familiares, y la percepción que el chino va a ser un lenguaje muy útil a medida que aumenta la fuerza económica de China.
En el barrio chino de Washington D. C., las señalizaciones deben tener una traducción en chino cuando el establecimiento se encuentra en ese distrito, sin importar si la tienda es de origen chino o no. Las franquicias de cadenas nacionales en el barrio, como las cafeterías de Starbucks, Subway y otros negocios se ajustan a esta regla.
| Hablantes de chino en Estados Unidos (1980-2010)                              |           |
| Año                                                                           | Hablantes |
| 1960                                                                          | 89.609    |
| 1970                                                                          | 190.260   |
| 1980                                                                          | 630.806   |
| 1990                                                                          | 1.319.462 |
| 2000                                                                          | 2.022.143 |
| 2010                                                                          | 2.808.692 |
| Nota: las cifras de los años 1960 y 1970 solo incluyen habitantes extranjeros |           |

| Hablantes de chino en por estado en 2000 |                    |
| Estado                                   | Hablantes de chino |
| California                               | 815.386            |
| Nueva York                               | 374.627            |
| Texas                                    | 91.500             |
| Nueva Jersey                             | 84.345             |
| Massachusetts                            | 71.412             |
| Illinois                                 | 65.251             |

Hablantes de chino (en todos sus dialectos) por estado en el censo de 2000.
Hablantes de mandarín por estado en el censo de 2000.

## Religión
La comunidad estadounidense de origen chino se diferencia del resto de la población, ya que la que la mayoría de los sinoestadounidenses no informan de una afiliación religiosa. El 43% de los estadounidenses de origen chino posee religiones diferentes y el 54% se mantuvo dentro de su religión infancia durante su vida. De acuerdo con la Encuesta Asia y América de 2012 del Centro de Investigación Pew, el 52% de los estadounidenses de origen chino de 15 años o más dijeron que no tenían ninguna afiliación religiosa. Esto también se compara con la afiliación religiosa de la media de los estadounidenses de origen asiático (del 26%) y el promedio nacional de 19%.
De los sinoestadounidenses que profesan alguna religión, el 15% eran budistas, 8% eran católicos, y el 22% pertenecía a alguna denominación protestante. La mitad de los estadounidenses de origen chino (un 52%), incluyendo el 55% de los nacidos en los Estados Unidos y el 51% de los nacidos en el extranjero, se describen como no afiliados a ninguna religión. Dado que los sinoestadounidenses son el subgrupo más grande de los estadounidenses de origen/ascendencia asiática, casi la mitad de todos los asiáticos religiosamente no afiliados en los Estados Unidos son de origen chino (el 49%).

## Estatus social y asimilación

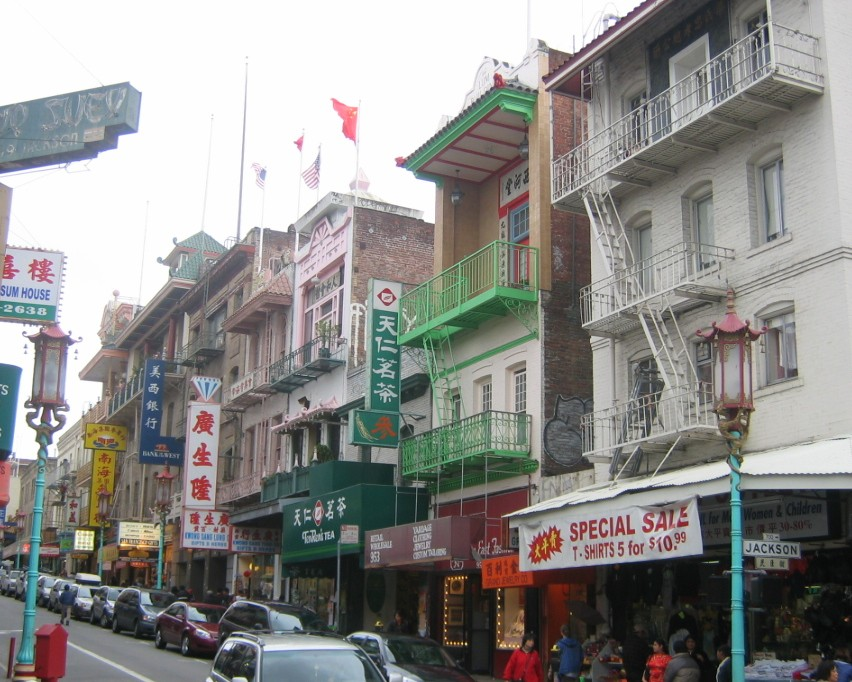
Letreros en chino en San Francisco.

Los inmigrantes chinos en los Estados Unidos llevaron muchas de sus ideas y valores con ellos. Algunos de estos han influido en las generaciones posteriores. Entre ellos respetan a los mayores que practican el confucianismo. Del mismo modo, la educación y la administración pública eran considerados como el camino más importante para la movilidad social ascendente en China.
Un análisis sobre estereotipos indicó que la mayoría de los estadounidenses no asiáticos no hacen diferencia entre los estadounidenses de origen chino y los demás estadounidenses de Asia oriental, y las percepciones de ambos grupos son casi idénticos. Un estudio sobre la actitud de los estadounidenses hacia los asiático-estadounidenses y chinos de 2001 indicó que una cuarta parte de los encuestados tenía actitud «algo o muy negativa» hacia los estadounidenses de origen chino en general. El estudio encontró varias percepciones positivas de estadounidenses de origen chino: fuertes valores familiares (91%), la honestidad como empresarios (77%) y el alto valor a la educación (67%).
En Manhattan, en 2007 los condominios de lujo comenzaron a extenderse desde el SoHo hacia el barrio chino. Anteriormente el barrio chino se caracterizó por sus viviendas atestadas y residentes principalmente chinos. Mientras que algunos proyectos se han dirigido a la comunidad china, el desarrollo de viviendas de lujo ha aumentado la diversidad económica y cultural del barrio.

## Educación
En general, como un grupo demográfico, los estadounidenses de origen chino son descritos como «muy educados» y tienen ingresos más altos en comparación con otros grupos demográficos en los Estados Unidos. Los logros educativos de los chinos en los Estados Unidos son uno de los más altos entre los asiático-estadounidenses y también entre todos grupos étnicos en los Estados Unidos. Los sinoestadounidenses a menudo tienen algunos de los promedios más altos en pruebas como el SAT Reasoning Test, el Graduate Record Examinations, entre otros. Aunque las puntuaciones verbales están algo retrasadas debido a la afluencia de nuevos inmigrantes, los resultados del SAT combinados han sido más altos que la mayoría de los estadounidenses. Los sinoamericanos son el grupo más grande en la mayoría de los campus de las universidades de California.
Los sinoestadounidenses son más aplicados en las instituciones de educación superior competitivas. También constituyen el 24% de todos los ganadores de la beca olímpica Seattle, el 33% de los ganadores de la Olimpiada de Matemáticas de Estados Unidos, el 15,5% de los ganadores del concurso de Matemáticas Putnam, y el 36% del Duke Talent Identification Grand Recognition Ceremony del Dallas-Fort Worth metroplex.
Los estudiantes internacionales que estudian en diversas instituciones de educación superior alrededor de los Estados Unidos representan un porcentaje significativo del alumnado. La mayor parte de los estudiantes internacionales, que representan el 8% del alumnado de la Universidad Duke en Carolina del Norte, provienen de China, más que cualquier otro país. Estudiantes chinos internacionales también comprenden el 11% de los cerca de 5.800 estudiantes de primer año en la Universidad de Washington. La República Popular China es el país que más envía estudiantes internacionales a las casas de estudios superiores de los Estados Unidos. Como resultado de su creciente economía y la gran población, cada vez más familias de clase media de China son capaces de pagar la matrícula universitaria estadounidense, provocando una gran afluencia de estudiantes chinos en los Estados Unidos. Con una formación académica más diversa y un alto nivel de dominio del inglés, los estudiantes chinos internacionales obtienen una notable ventaja sobre sus compatriotas en universidades chinas al momento en que vuelven a su país para buscar empleo.
Debido a factores culturales, muchos estudiantes internacionales chinos son conscientes del sitio donde están, y de la elección de institutos de educación superior de élite. Estudiantes chinos internacionales también se encuentran ampliamente en muchas universidades de artes liberales de élite como Barnard College y Mount Holyoke. Los estudiantes procedentes de China priorizan los colegios y universidades estadounidenses por su alta calidad y el estilo de educación que hace hincapié en los enfoques interdisciplinarios, la creatividad, la participación del estudiante y el pensamiento crítico.
Los estudiantes chinos comprenden el 18% de la población de estudiantes internacionales en Estados Unidos, y constituyen el 32,2% de los estudiantes universitarios y el 48,8% de los estudiantes graduados. Lor estudiantes internacionales chinos tienden a ir hacia carreras técnicas que implican un uso intensivo de las matemáticas y las ciencias naturales. El 27,5% de los estudiantes eligieron carreras relacionadas con los negocios, finanzas o economía, el 19,2% ingeniería, el 11,5% ciencias de la vida y el 10,6% matemáticas e informática. Impulsado en gran medida por la inmigración educativa, entre los receptores de doctorados estadounidenses en campos relacionados con la ciencia y la ingeniería, el 25% son de origen chino.
Según la oficina de censo de Estados Unidos en 2010, el 51,8% de todos los estadounidenses de origen chino han alcanzado al menos un título de licenciatura, en comparación con el 28,2 % a nivel nacional y 49,9 % para todos los grupos de origen asiático. El censo reportó que el 54,7 % de los hombres sinoestadounidenses y el 49,3 % de las mujeres sinoestadounidenses alcanzaron un título de licenciatura. Además, el 26,6 % de todos los estadounidenses de origen chino en los Estados Unidos poseen una maestría, doctorado u otro título profesional, en comparación con el 20,3% de todos los estadounidenses de origen asiático, siendo además aproximadamente dos veces y medio superior a la media nacional, con un alto nivel educativo en gran parte impulsado por la inmigración educativa.
| Grupo                                | Porcentaje de la población |
| ------------------------------------ | -------------------------- |
| Taiwaneses-estadounidenses           | 73,6%                      |
| Sinoestadounidenses                  | 51,8%                      |
| Japoneses-estadounidenses            | 47,4%                      |
| Población blanca                     | 29,5%                      |
| Vietnamitas-estadounidenses          | 25,2%                      |
| Total de la población estadounidense | 28,2%                      |

Tras el levantamiento de los bóxers ocurrido en China y finalizado en 1901, se creó en 1909 un programa de becas financiado con los fondos de indemnización de la rebelión pagados a Estados Unidos. El programa permitió que estudiantes chinos cursaran estudios en Estados Unidos. Algunos de los estudiantes terminaron radicándose en suelo estadounidense. Un segundo envío de fondos en 1924 permitió crear la China Foundation (中華文化教育基金會, Zhōnghuá Wénhuà Jiàoyù Jījīnhuì) que a su vez creó en 1926 el China Institute en la ciudad de Nueva York.
En Manhattan, se encuentra una escuela cuyo nombre homenajea a Yung Wing, el primer chino en estudiar en la Universidad de Yale. Nacido en Cantón, luego emigró a los Estados Unidos. En 1998, abrió una escuela bilingüe chino-inglés.

## Empleo y empresas

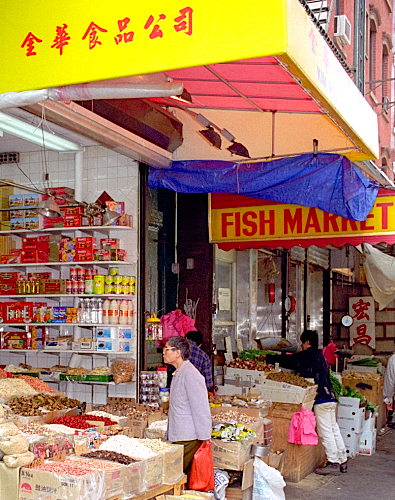
Tienda de pescados en Manhattan.

Ha habido un cambio significativo en las percepciones acerca de los estadounidenses de origen chino. En 100 años de historia de Estados Unidos, los estereotipos estadounidenses de origen chino han cambiado para retratar un trabajo duro y una minoría culta. La mayoría de los estadounidenses de origen chino trabajan como profesionales de cuello blanco, muchos de los cuales son de alto nivel, profesionales asalariados cuyo trabajo está en gran medida autodirigido en la gestión, como así también profesionales y ocupaciones relacionadas con la ingeniería, la medicina, la banca de inversión, la ley, y el mundo académico. 53,1% de los estadounidenses de origen chino realizaba muchas profesiones de cuello blanco en comparación con el 48,1% de todos los estadounidenses de origen asiático y el promedio nacional de 35,1%. Los sinoestadounidenses constituyen el 2% de los médicos que trabajan en los Estados Unidos. También constituyen un tercio de la mano de obra profesional asiática-estadounidense de alta tecnología y una décima parte de toda los empleados de Silicon Valley. Los sinoestadounidenses cuentan también con menor cifra de desempleo que la media de la población con una cifra de 4,7% en comparación con una tasa nacional del 5,9% en 2010.
Los conglomerados de tecnología ubicados dentro de los centros tecnológicos en todo Estados Unidos, incluyendo Silicon Valley de California, siguen siendo atractivos para los profesionales estadounidenses de origen chino y empresarios chinos nacidos en el extranjero de todo el mundo. Muchos estadounidenses de origen chino han apuntado a la alta tecnología para poner en marcha nuevas empresas informáticas y de Internet para sacar provecho de la riqueza de las regiones de promoción de capital de riesgo, la experiencia empresarial, y los incentivos culturales y financieros para la innovación. Los sinoestadounidenses han tenido éxito en la creación de nuevas empresas en los centros tecnológicos en todo Estados Unidos. Los sinoestadounidenses representaron el 4% de las personas que figuraron en la lista 100 Hi Tech de Forbes de 1998.
Annalee Saxenian, profesor de la Universidad de Berkeley, cuyos intereses de investigación incluyen la contribución de los inmigrantes chinos en la tecnología de los Estados Unidos llega a la conclusión de que en Silicon Valley, hacia 1998 uno de cada cinco nuevas empresas de alta tecnología eran conducidas por estadounidenses de origen chino. Durante el mismo año, cinco de los ocho empresas de mayor crecimiento tuvieron CEO estadounidenses de origen chino de excepción de Yahoo, Jerry Yang, cuya fue uno de los fundadores, pero no un director general. Los inmigrantes de China y Taiwán fueron fundadores clave en el 12,8% del total de las empresas de Silicon Valley creadas entre 1995 y 2005. Casi el 6% de los inmigrantes que fundaron compañías en el campo de servicios relacionados con la fabricación de innovación tecnológica son de China continental y Taiwán.
Una investigación financiada por el Instituto de Políticas Públicas de California indicó en 1996 que 1.786 empresas de tecnología de Silicon Valley con 12,5 mil millones de dólares en ventas y 46.000 empleados estaban a cargo de los ejecutivos indios o chinos. Por otra parte, el ritmo de la iniciativa empresarial entre los inmigrantes locales estaba aumentando rápidamente. Mientras que los ejecutivos chinos o indios estaban a la cabeza de un 13% de las empresas tecnológicas de Silicon Valley iniciadas entre 1980 y 1985, se estaban ejecutando el 27% de las más de 4.000 empresas iniciadas entre 1991 y 1996. Las empresas de nueva creación siguen siendo la principal fuente de nuevas ideas y la innovación para empresarios de Internet sinoestadounidenses. Muchos de ellos son empleados o directamente se dedican a nuevas actividades de puesta en marcha. La proporción de empresas nuevas creadas por chinos en Silicon Valley se disparó de un 9% en 1980-1984 a un 20% entre 1995-1998. Para el año 2006, los empresarios de Internet sinoestadounidenses continuaban iniciando el 20% de todas las empresas nuevas de Silicon Valley, es decir unas 2.000 empresas con 58.000 trabajadores.
Diversas organizaciones profesionales en la década de 1990 eran creadas como un soporte de red para nuevas empresas de alta tecnología creadas por sinoestadounidenses en el valle. Entre 1980 y 1999, el 17% de las 11.443 firmas de alta tecnología en Silicon Valley, incluyendo unas 40 empresas que cotizaban en bolsa, eran manejadas por sinoestadounidenses. En 1990, los estadounidenses de origen chino eran un tercio de la fuerza de trabajo profesional de alta tecnología de origen asiático y el 11% de toda la mano de obra profesional de Silicon Valley. En 1998, los sinoestadounidenses constituyeron 2001 empresas, que emplearon a 41.684 trabajadores, y operaron unos 13,2 millones de dólares en ventas. También representaron el 17% de todos los propietarios de las empresas de Silicon Valley, el 10% de la fuerza de trabajo profesional en el valle, y el 13,5% de las ventas totales que representaron menos del 1% de la población estadounidense en el momento.
Aunque los estadounidenses de origen chino también se caracterizan por sus altas tasas de empleo por cuenta propia, ya que tienen una larga historia de este tipo de empleo que data de la fiebre del oro de California en la década de 1880. Sin embargo, a medida que más estadounidenses de origen chino buscan la educación superior para sus recursos, las tasas de empleo por cuenta propia son generalmente más bajas que la media de la población. En 2007, hubo más de 109.614 empresas empleadoras de propiedad china, que empleaban a más de 780.000 trabajadores, y que generaban más de 128 mil millones de dólares en ingresos.
Entre las empresas estadounidenses de propiedad china, el 40% estaba en el sector de los servicios profesionales, científicos y técnicos; el sector de alojamiento y servicios de alimentación; y los sectores de reparación, mantenimiento, y servicios de lavandería. Las empresas estadounidenses de propiedad china componen el 2% de todos los negocios de Estados Unidos en estos sectores. Los servicios de alojamiento y comida comercio al por mayor representaron el 50,4% de los ingresos de las empresas de propiedad china. El 15,7% de las empresas de propiedad china (unas 66.505) tuvo ingresos de 250.000 dólares o más en comparación con el 2% de todas las empresas estadounidenses.

## Economía personal y familiar
Con niveles educativos superiores a la media, los sinoestadounidenses de todos los niveles socioeconómicos han logrado avances significativos en sus niveles de educación, ingresos, esperanza de vida, y otros indicadores sociales como las oportunidades financieras y socioeconómicas que ofrece Estados Unidos que han levantado a muchos estadounidenses de origen chino fuera de la pobreza, incorporándolos en las filas de la clase media de Estados Unidos o de la clase media alta, así como el disfrute de bienestar sustancial.
Los sinoestadounidenses son más propensos a comprar viviendas que la población general estadounidense. De acuerdo con el censo de Estados Unidos de 2000, el 65 % de los estadounidenses de origen chino era dueño de una casa, cifra más alta que la tasa de la población total del 54 %. 
En 2003, el economista Gary Painter del Centro de Investigación Inmobiliario de la Universidad del Sur de California descubrió que cuando se comparan los propietarios de viviendas con los niveles de ingreso similares de Los Ángeles, la tasa de propiedad de vivienda chino-estadounidense es un 20% mayor que la población de ascendencia europea; en San Francisco, es 23% más alto; y en el área metropolitana de Nueva York, el 18% más alto. En 2008 se publicó un informe en nombre de la American Community Survey, sobre los estadounidenses de origen chino que viven en los estados de Texas, Nueva York, California, donde se registró que todos tenían altos índices de propiedad de casas que estaban significativamente cerca o por encima de la media de la población general.
De acuerdo con el censo de Estados Unidos de 2010, los hombres sinoestadounidenses tenían un ingreso medio de tiempo completo de 57.061 dólares y las mujeres sinoestadounidenses tenían un ingreso medio de 47.224 dólares. También tienen uno de los ingresos más altos de los hogares familiares entre la mayoría de los grupos demográficos en los Estados Unidos, siendo un 30% superior a la media nacional, pero ligeramente inferior en comparación con la población asiática-estadounidense.
| Grupo                          | Ingreso (en dólares estadounidenses) |
| ------------------------------ | ------------------------------------ |
| Taiwaneses-estadounidenses     | 68.809                               |
| Asiáticos-estadounidenses      | 67.022                               |
| Sinoestadounidenses            | 65.273                               |
| Población blanca no hispana    | 52.480                               |
| Escoceses-estadounidenses      | 52.444                               |
| Coreanos-estadounidenses       | 50.316                               |
| Total población estadounidense | 50.046                               |

A pesar de los indicadores económicos positivos, una serie de elementos disuasorios económicos se han observado que afligen a la comunidad estadounidense de origen chino. Mientras el ingreso medio se mantiene por encima de algunos grupos étnicos en los Estados Unidos, los estudios en la raíz de la crisis financiera de 2008 reveló que los hombres asiáticos tienen la mayor tasa de desempleo persistente a largo plazo.

## Política
En 2013, los sinoestadounidenses eran los menos propensos de los asiático-estadounidenses en estar afiliado a algún partido político.
No obstante, los sinoestadounidenses se agrupan en los estados de mayoría demócrata, y han votado por los candidatos demócratas en las elecciones presidenciales recientes, siguiendo la tendencia de los estadounidenses de origen asiático en general. Un sondeo antes de la elección presidencial estadounidense de 2004 registró a John Kerry favorecido por el 58% de los votantes estadounidenses de origen chino, mientras que George W. Bush recibió solo el 23%, en comparación con una división de 54/44 en California, una división de 58/40 en Nueva York, y una división 48/51 en el resto del país. En la elección presidencial de 2012, el 81% de los votantes estadounidenses de origen chino eligió a Barack Obama sobre Mitt Romney.

## Cultura china

### Año nuevo chino

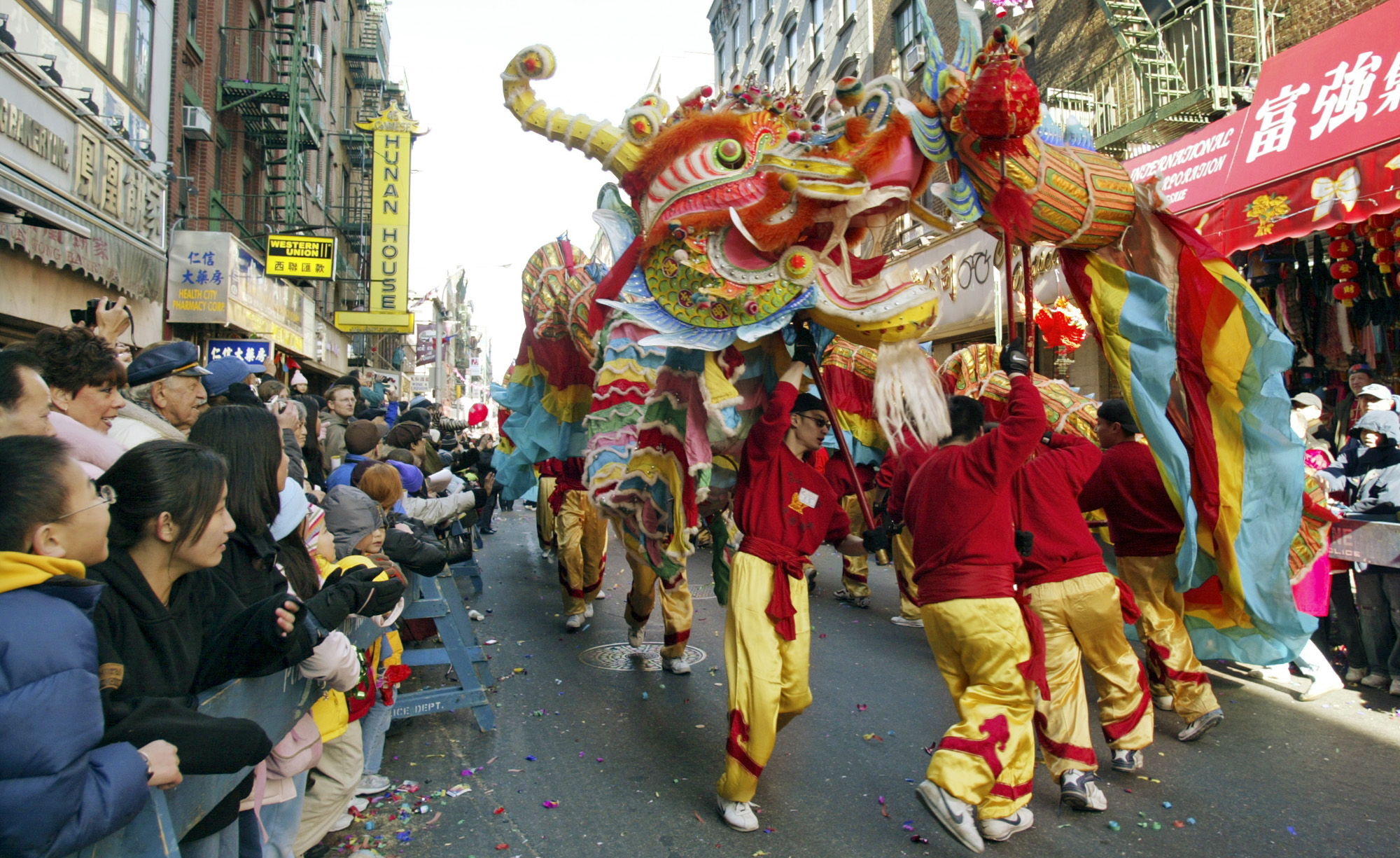
El dragón en las celebraciones de año nuevo chino en Manhattan.

Varias ciudades estadounidenses realizan celebraciones oficiales para el año nuevo chino. Entre ellas San Francisco, Los Ángeles, Nueva York, Boston, y Chicago. Sin embargo, incluso ciudades más pequeñas que están conectadas históricamente con la inmigración china, tales como Butte, Montana, también poseen celebraciones.
Varios grupos en la ciudad de Nueva York cooperan para patrocinar la semana de celebraciones del Año Nuevo Lunar. Las festividades incluyen un festival cultural, conciertos musicales, fuegos artificiales en el río Hudson cerca del consulado de la República Popular China, y exhibiciones especiales. En junio de 2015, alcalde de Nueva York, Bill de Blasio declaró que el año nuevo lunar sería un día de fiesta en las escuelas públicas.
El Festival de Año Nuevo Chino en San Francisco y el desfile es un evento anual celebrado en la ciudad realizado aproximadamente dos semanas después del primer día del Año Nuevo chino, que combina elementos del festival de la linterna con el típico desfile estadoiunidense. Realizado por primera vez en 1858 a lo largo de la avenida Grant y la calle Kearny, es el evento más antiguo y el más grande de su tipo fuera de Asia, y el evento cultural más grande de Asia en América del Norte. La ruta del desfile comienza en la calle Market y termina en el barrio chino. En San Francisco, más de 100 organizaciones participan en el desfile anual de Año Nuevo Chino. El desfile es visto por unos 500.000 espectadores, junto con otros tres millones de televidentes.

### Museo Chino de Estados Unidos
El Museo Chino de Estados Unidos (en inglés: Museum of Chinese in America, en chino tradicional, 美國華人博物館; en chino simplificado, 美国华人博物馆; pinyin, Měiguó Huárén Bówùguǎn; jyutping, Mei5gwok3 Waa4jan4 Bok3mat6gun2) es un museo ubicado en Nueva York, fundado en 1980 en el barrio chino de Manhattan por un grupo de activistas sinoestadounidenses, que cuenta sobre la historia de la comunidad china. También posee un centro de investigación y una serie de colecciones y exhibiciones especiales.

### Teatro
El primer espectáculo de Broadway de los sinoestadounidenses fue Flower Drum Song, que se estrenó en Broadway en 1958. El éxito Chinglish se estrenó en Broadway en 2011.
En Manhattan existían salas de cine chinas que proporcionan entretenimiento a la población china. El primer teatro en idioma chino en la ciudad funcionó entre 1893 y 1911. En 1903, el teatro fue el sitio de una recaudación de fondos por parte de la comunidad china para las víctimas judías de una masacre en Chisináu, Moldavia.

### Cocina

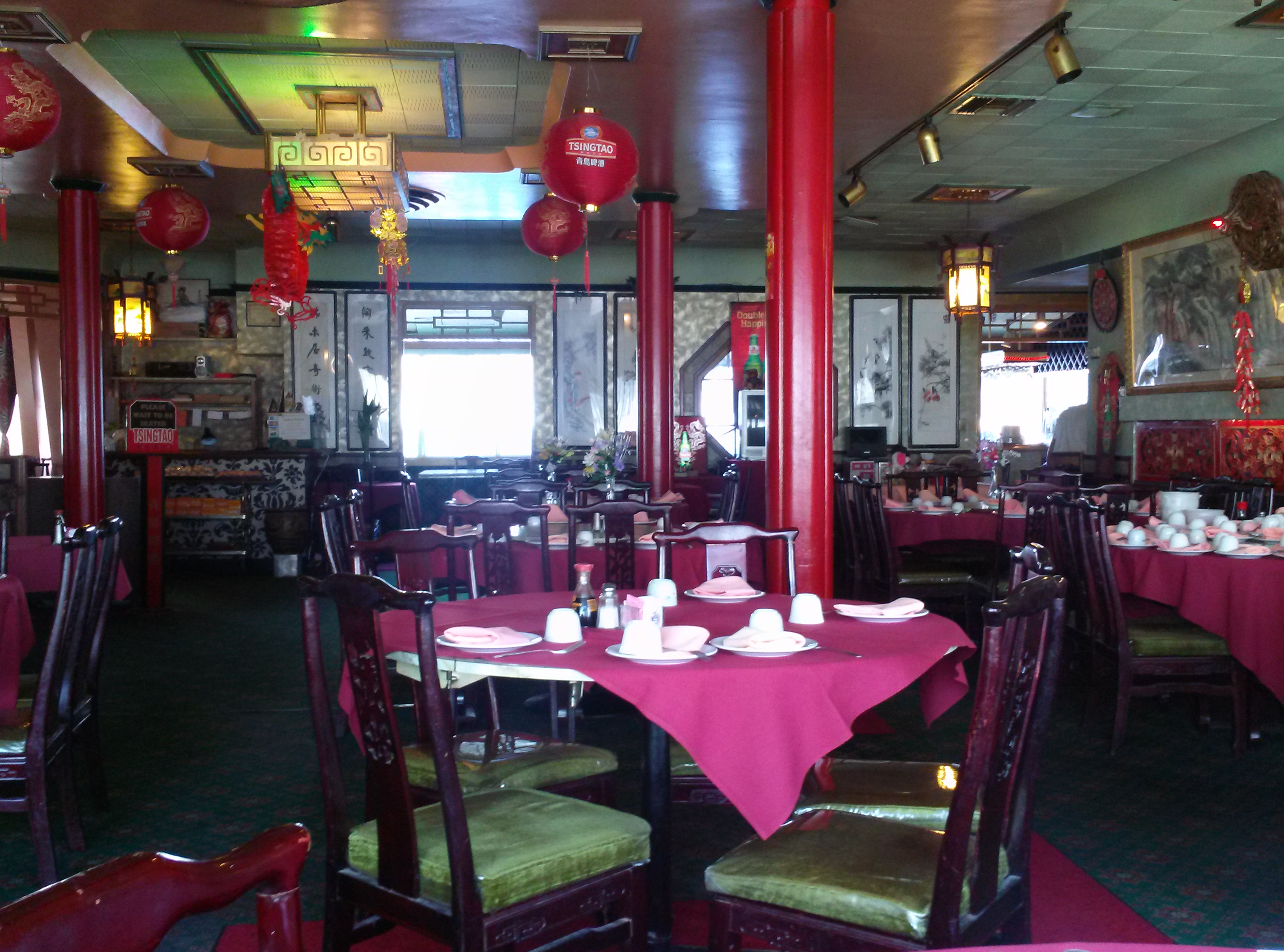
Interior de un restaurante chino en Los Ángeles.

La gastronomía china se consume en todos los barrios chinos estadounidenses, que poseen restaurantes, casas de té donde se consumen dim sum, tiendas de pescados, vegetales y otros animales exóticos. También hay locales que poseen gastronomía chino-coreana y gastronomías chinas regionales, en especial la gastronomía de Cantón. La cadena de supermercados Hong Kong Supermarket tiene su sede en Los Ángeles y sucursales por todas las ciudades estadounidenses con comunidades chinas.

### Prensa
El periódico World Journal (en chino, 世界日報; pinyin, Shìjiè Rìbào) se publica en idioma chino, siendo el más importante de su tipo en Estados Unidos. Con una circulación diaria de 350.000 ejemplares, es uno de los mayores periódicos de su tipo fuera de China. Tiene su sede en Queens, Nueva York. Su publica en ciudades con población sinoestadounidense significativa como Boston, Chicago, Dallas, Filadelfia, Houston, Los Ángeles y San Francisco.

### Radio
Los Ángeles posee una estación de radio llamada KAZN AM 1300 (en chino tradicional, AM 1300 中文廣播電台; pinyin, AM 1300 zhōng wén guǎng bō diàn tái) que transmite en chino mandarín las 24 horas del día con noticias y programación variada.

## Galería

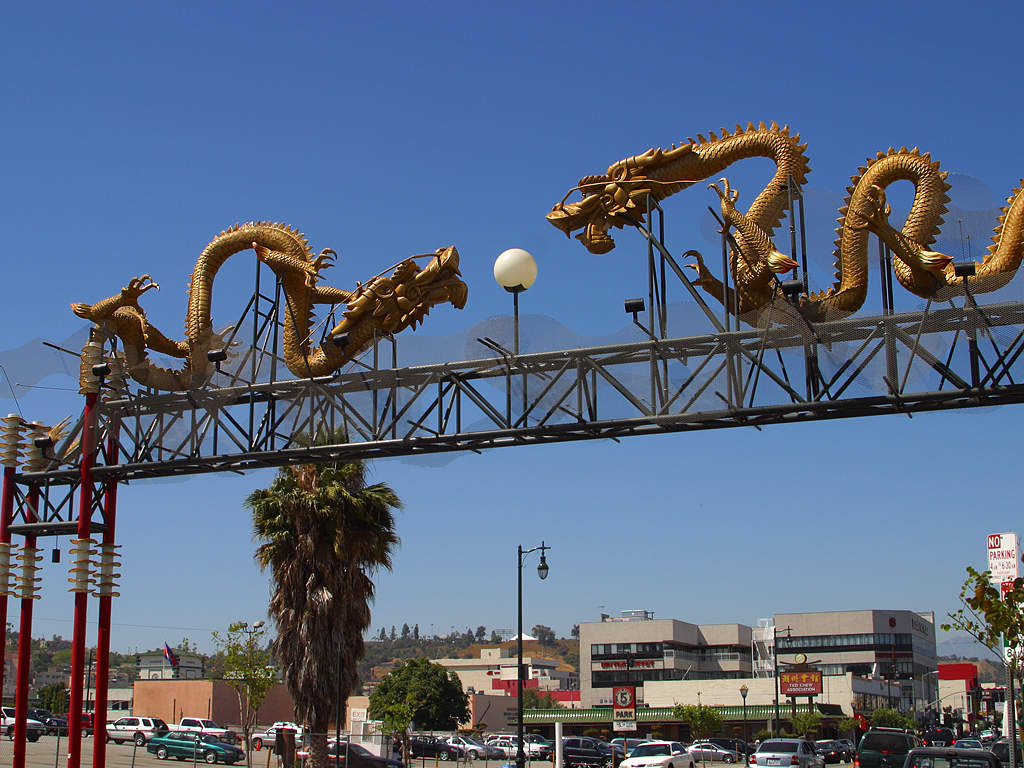
Entrada al barrio chino de Los Ángeles.
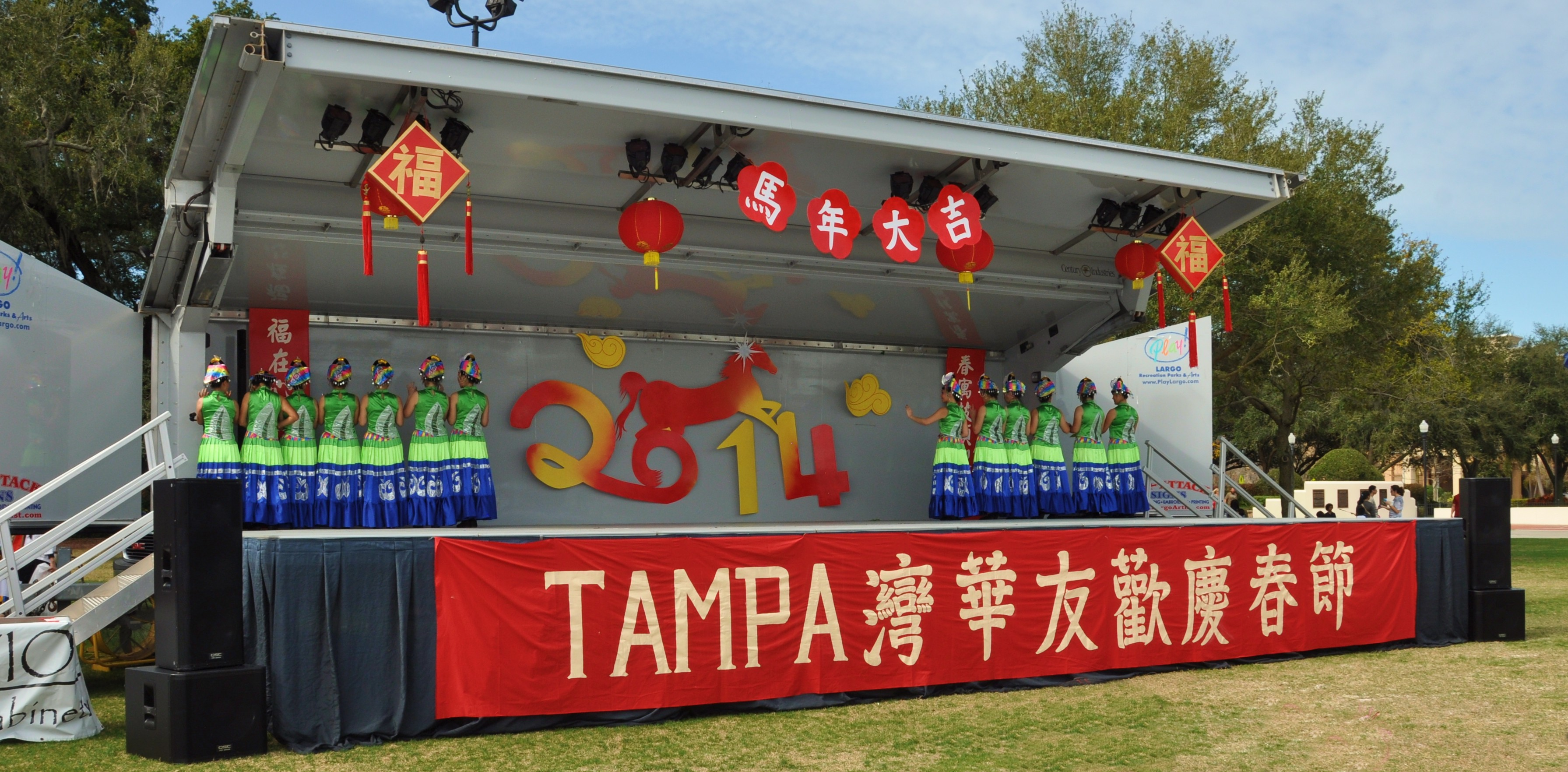
Celebración del año nuevo chino 2014 en Tampa, Florida.
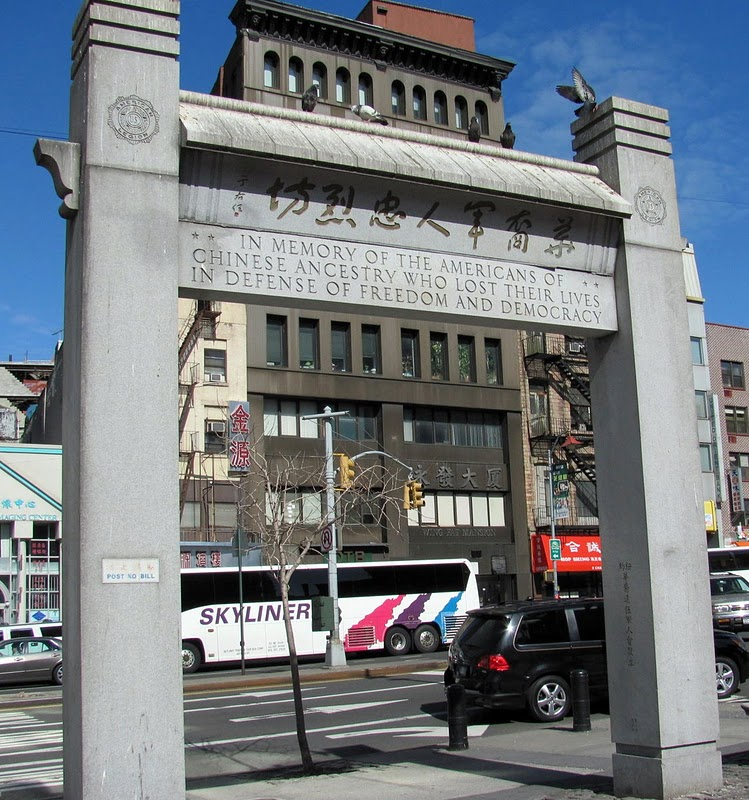
Monumento en el barrio chino de Nueva York.
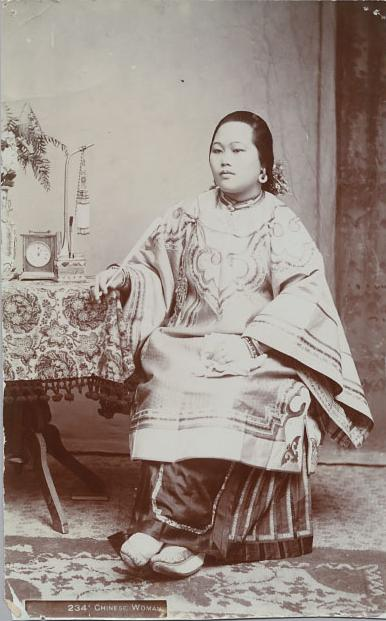
Portaretrato de una mujer chino-estadounidense en los años 1870.
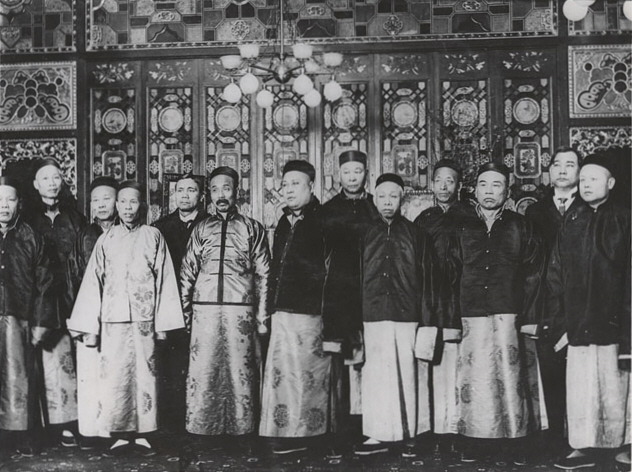
Miembros de una asociación china en San Francisco.